# Слово о полку Игореве
«Сло́во о полку́ И́гореве» (полное название «Сло́во о похо́де И́гореве, И́горя, сы́на Святосла́вова, вну́ка Оле́гова», др.-рус. Слово о пълкѹ игоревѣ. игорѧ сына свѧтъславлѧ. внѹка ольгова) — памятник литературы Древней Руси, рассказывающий о неудачном походе русских князей во главе с Игорем Святославичем Новгород-Северским на половцев в 1185 году. Текст «Слова…» ритмизован, но природа ритмизации и жанровая принадлежность самого произведения остаются неясными, а часто встречающееся в литературе определение «поэма» очень условно. «Слово» сочетает элементы «славы» и плача, фольклорные образы, христианские и языческие элементы. В его тексте чередуются сюжетное повествование, монологи героев, авторские лирические отступления с обзором истории Руси. Автор «Слова» очень неоднозначно относится к главному герою, Игорю Святославичу: прославляет его как храброго полководца, борющегося с врагами Руси и христианства, но в то же время осуждает за самовольный поход, приведший к поражению. Всё это делает «Слово» уникальным произведением, не имеющим аналогов в средневековой русской литературе. Специалисты находят отдельные параллели в других текстах (в частности, в «Задонщине»), которые объясняют влиянием «Слова».
О том, когда и как создавалось «Слово о полку Игореве», ничего не известно. Большинство учёных полагает, что оно было написано в последней четверти XII века, вскоре после описываемого события (часто датируется 1185 годом или несколькими годами позже). Сначала «Слово» могло предназначаться для исполнения на публику и только позже могло быть записано. О личности автора можно судить только по тем данным, которые заключены в тексте; учёные спорят о том, к какому сословию он мог принадлежать и из какой русской земли мог быть родом. Постоянно возникают гипотезы, отождествляющие автора с кем-либо из известных исторических деятелей (в том числе с Игорем Святославичем, Петром Бориславичем и др.), но все они признаются малоубедительными.
Текст «Слова», включённый в рукописный сборник XVI века, был случайно обнаружен в конце XVIII века А. И. Мусиным-Пушкиным, а первая публикация состоялась в 1800 году. Рукопись вскоре погибла, и это наряду с уникальностью «Слова» стало поводом для гипотез о литературной мистификации. Многие скептики, наиболее авторитетный из которых — советский историк Александр Зимин, выдвигали версии о том, что «Слово» было создано в XVIII веке и выдано за памятник древнерусской литературы. Однако в современной науке подлинность этого произведения считается доказанной. Оно высоко оценивается с художественной и идейной точек зрения, создано множество переводов и поэтических вариаций. «Слово» повлияло на творчество Н. В. Гоголя, А. А. Блока, С. А. Есенина и многих других поэтов и писателей, легло в основу ряда картин (в том числе В. М. Васнецова и В. Г. Перова), музыкальных произведений (самое известное — опера А. П. Бородина «Князь Игорь»).

## Открытие и первая публикация
Единственная сохранившаяся рукопись «Слова» была обнаружена в конце XVIII века А. И. Мусиным-Пушкиным — одним из самых известных и удачливых собирателей русских древностей. Сам коллекционер утверждал, что в конце 1780-х годов купил у бывшего настоятеля упразднённого к тому времени Спасо-Преображенского монастыря в Ярославле архимандрита Иоиля (Быковского) сборник, включавший, помимо «Слова», Хронограф распространённой редакции, Новгородскую первую летопись младшего извода, «Сказание об Индийском царстве», «Повесть об Акире Премудром» и «Девгениево деяние». Быковский же изъял сборник из монастырской библиотеки и сделал в описи пометку о его уничтожении «за ветхостью и согнитием». Эта версия долго считалась общепринятой, однако в 1992 году тот самый сборник был найден в Ярославском музее, и «Слова» в нём не оказалось. Появилась другая гипотеза, согласно которой Мусин-Пушкин, будучи обер-прокурором Синода, получил рукопись, содержавшую «Слово», из библиотеки Кирилло-Белозерского монастыря зимой 1791—1792 годов и присвоил её.
В 1797 году в печати (в гамбургском франкоязычном журнале Spectateur du Nord) появилось первое сообщение об открытии «отрывка поэмы под названием: „Песнь Игоревых воинов“» и его предстоящем издании (написал его Н. М. Карамзин, подписавшийся NN). «Отрывок» был опубликован отдельной книгой в Москве во второй половине 1800 года под названием «Ироическая пѣснь о походѣ на половцовъ удѣльнаго князя Новагорода-Сѣверскаго Игоря Святославича, писанная стариннымъ русскимъ языкомъ въ исходѣ XII столѣтія съ переложеніемъ на употребляемое нынѣ нарѣчіе». Книгу напечатали в сенатской типографии тиражом 1200 экземпляров. Это была билингва — текст подлинника (в нём появились знаки пунктуации и разбивка на слова) с параллельным переводом на современный русский язык. «Слово» сопровождалось подстрочными примечаниями, вступительной заметкой «Историческое содержание песни» и «Поколенной росписью» русских князей. Издание готовилось под руководством Мусина-Пушкина как владельца рукописи. А. Ф. Малиновский перевёл «Песнь» и написал примечания, а Н. Н. Бантыш-Каменский, по-видимому, подготовил к печати древнерусский текст. Учёные полагают, что издатели старались воспроизвести подлинник с максимально возможной точностью, но при этом хотели выдержать орфографическое единообразие, которого в оригинале быть не могло; к тому же им приходилось учитывать правила современной орфографии. Из текста исчезли йотированные гласные, юс малый и некоторые другие буквы, не использовавшиеся в русском алфавите к концу XVIII века.
Рукопись «Слова» хранилась во дворце Мусина-Пушкина на Разгуляе и погибла в огне московского пожара 1812 года. В 1864 году в Государственном архиве была найдена копия древнерусского текста «Слова» с переводом и примечаниями, изготовленная Мусиным-Пушкиным для Екатерины II и содержащая множество расхождений с первым изданием (так называемая «Екатерининская копия»). Она была издана П. П. Пекарским в том же году. Многие исследователи уверены, что всё общее в двух вариантах текста восходит к погибшему мусин-пушкинскому сборнику, но есть и возражения (в числе несогласных, например, Д. С. Лихачёв).
Сохранились ещё и выписки из погибшей рукописи, сделанные Малиновским, с замечаниями о ряде альтернативных прочтений оригинала (так называемые «бумаги Малиновского»), которые учитываются исследователями при подготовке изданий «Слова». Карамзин включил в свою «Историю государства Российского» 17 выписок из «Слова», которые в ряде случаев отличаются от первого издания. Возможно, этот автор напрямую копировал текст мусин-пушкинского сборника, но полной уверенности в этом у современных учёных нет. Тем не менее карамзинский текст приводится в комментариях ко всем научным изданиям «Слова».
Известный фальсификатор А. И. Бардин изготовил к 1815 году поддельный список «Слова» и даже смог продать его Малиновскому. Последний хотел на основании купленной рукописи подготовить новое издание, но палеограф А. И. Ермолаев доказал, что бардинский список — фальшивка. В печати появлялись сообщения ещё о нескольких списках «Слова», увиденных в Олонце, в Астрахани, в Костромской области.

## Проблема структуры текста
В науке распространена уверенность в том, что текст «Слова» сохранился не в изначальном виде: он мог измениться из-за ошибок переписчиков и целенаправленных вставок или сокращений. Мнения учёных о масштабах и характере этих изменений существенно расходятся. Один из ранних исследователей вопроса П. Н. Полевой полагал, что «Слово» «могло пострадать… от занесения на бумагу, сделанного очень неловко, хотя и достаточно рано». А. А. Потебня считал, что сохранившаяся рукопись «Слова» «ведёт своё начало от черновой рукописи, написанной самим автором или с его слов, снабжённой приписками на полях, заметками для памяти, поправками, вводившими переписчика (быть может, конца XIII или самого начала XIV века) в недоумение относительно того, куда их поместить». Ряд небольших фрагментов этот учёный считал такими «приписками» и «заметками», которые безосновательно были включены в текст произведения.
Некоторые исследователи, согласные с идеей о существенном искажении изначального текста, считали возможным этот текст восстановить; наиболее значительные сторонники такого мнения — Б. А. Рыбаков и Л. А. Творогов, полагавшие, что в какой-то момент в рукописи нарушился порядок страниц. По версии Рыбакова, в тексте сначала были исторические экскурсы, а потом — рассказ о походе. Ещё раньше Д. И. Прозоровский, пытаясь восстановить «Слово» в его изначальном виде, расположил отдельные фрагменты произведения в хронологическом порядке. Каждая гипотеза такого рода подвергается критике; большинство учёных согласно только с двумя малозначительными перестановками частей текста.
Существуют гипотезы о конкретных вставках и сокращениях. Так, С. М. Соловьёв, исходя из обещания автора начать повествование «отъ стараго Владимера» (учёный видит здесь Владимира Мономаха), полагал, что из текста исчезло описание походов против половцев, происходивших в 1100-х — 1110-х годах. Многие учёные находят в «Слове» фрагменты произведений Бояна (в частности, в зачине, в описании сна Святослава).
Согласно более радикальной гипотезе, «Слово» появилось только при первой записи текста как результат механического соединения чуждых друг другу произведений. Например, М. С. Грушевский видел в нём тексты ряда народных песен, соединённые литературными вставками; по мнению Ивана Франко, это соединение фрагментов трёх сказаний — о князьях Игоре, Всеславе Полоцком и Изяславе Васильковиче. М. А. Богданович писал, что «Слово» «небрежно слеплено из разнообразных, независимых один от другого отрывков, создававшихся в разное время и в разных местах», А. Л. Никитин выдвинул гипотезу о соединении прозаической повести и поэмы. Впрочем, в науке господствует мнение о существовании единого замысла и о тесной сюжетной и стилистической взаимосвязи между отдельными частями произведения.

## Историческая основа сюжета

### Предыстория
В основе «Слова» лежат реальные события, которые произошли в 1185 году. При этом автор обращается и к предшествующей эпохе: он упоминает времена первых междоусобиц, говорит о войнах Ярославичей с Всеславом Полоцким (1060-е годы) и о вражде между Владимиром Мономахом и Олегом Святославичем (1070-е — 1090-е годы), в которой Олег прибегал к помощи половцев. Мономах смог на время укрепить единство Руси, но после его смерти (1125) и смерти его сына Мстислава Великого (1132) наступила эпоха феодальной раздробленности. Князья-Рюриковичи, закрепившиеся в разных русских землях, вели себя как независимые правители и постоянно воевали друг с другом, соперничая из-за Киева, контроль над которым обеспечивал формальное главенство. Основными противоборствующими группировками были Ольговичи, правившие Черниговской землёй, и Мономашичи (разные ветви этой династии правили в Суздале, Смоленске, Переяславле и на Волыни), самостоятельную политику вели сильные галицкие князья Ростиславичи и потомки Всеслава, разделившие между собой Полоцкую землю.
Раздробленность не была исключительно негативным явлением. Она сопровождалась заметным экономическим прогрессом, бурным развитием городской жизни, расцветом ряда направлений культуры — архитектуры, иконописи, летописания, прикладного искусства. К тому же полного распада не произошло. Многие историки пишут в связи с этой эпохой о «федеративной монархии», о «коллективном сюзеренитете» наиболее сильных князей над «Русской землёй» в узком смысле этого понятия, то есть над Киевом, Переяславлем и частью Черниговской земли, либо о традиции дуумвирата — соправления в Киеве представителей двух соперничающих династий. Разнообразные связи между княжествами сохранялись, идея Русской земли как единого целого была жива и внутри большой княжеской семьи, и в более широких слоях общества. Единение признавалось необходимым в том числе для борьбы с половецкой опасностью, заметно усилившейся в 1170-х годах. Князья совместно налаживали оборону и совершали превентивные походы в степь.
Большинство князей, правивших Русью в 1185 году, стало героями «Слова» или по крайней мере упоминается в нём. Игорь Святославич (внук Олега Святославича) княжил тогда в Новгороде-Северском как вассал своего двоюродного брата Ярослава Всеволодовича Черниговского. Родной брат Ярослава Святослав Всеволодович был великим князем киевским. Мнения учёных о том, какими были отношения между Игорем и его кузенами, расходятся: одни пишут о дружбе и сотрудничестве, другие — о скрытой враждебности, связанной, в частности, с дележом наследства Святослава Ольговича в 1164 году. Вторым киевским князем был Рюрик Ростиславич из смоленской ветви Мономашичей — внук Мстислава Великого. Родной брат Рюрика Давыд Ростиславич был смоленским князем, а группа его двоюродных племянников (внуков Изяслава Мстиславича) княжила на Волыни. Самым известным из них стал впоследствии Роман Мстиславич (Роман Волынский). На юге с Волынью граничило сильное Галицкое княжество, которым правил Ярослав Владимирович Осмомысл, тесть Игоря Святославича. Святослав Всеволодович был связан узами свойства с князьями Полоцкой земли. Наконец, на крайнем северо-востоке, в Суздальской земле, самовластно княжил Всеволод Юрьевич Большое Гнездо, внук Владимира Мономаха, не пытавшийся получить киевский стол, но претендовавший на статус великого князя. Его влияние распространялось и на Переяславль, которым правил Владимир Глебович, правнук Мономаха и соперник Игоря.
Масштабные междоусобные войны после 1181 года не велись. Для Южной Руси в этот период первоочередной задачей стала борьба с половцами — лукоморскими (приазовскими) во главе с Кобяком и донскими во главе с Кончаком. Весной 1184 года Игорь Святославич по приказу Святослава Киевского возглавил поход на Кончака, но его успехи оказались скромными из-за того, что Владимир Глебович в самый ответственный момент оставил армию. Летом того же года Святослав во главе большой коалиции князей разгромил Кобяка на Орели, покончив таким образом с угрозой со стороны лукоморских половцев. Игорь участвовать в этом походе отказался и предпринял сепаратный набег на степняков: он разграбил вежи, обратил в бегство встреченный отряд в 400 конников. В начале 1185 года Кончак двинул на Русь мощную армию с осадными орудиями. Святослав выступил ему навстречу, Ярослав Черниговский участвовать в походе отказался, а Игорь пошёл было на юг с войском, но, по данным летописца, заблудился в тумане и вернулся домой. В результате большая победа над половцами снова была одержана без северского князя. В апреле 1185 года киевский боярин Роман Нездилович совершил удачный набег на половецкие кочевья, а князь Святослав отправился в земли вятичей, чтобы собрать там армию и летом двинуться на Дон для решающего боя с Кончаком. Однако в это самое время Игорь Святославич втайне от сюзерена начал самостоятельный поход в степь.

### Поход и его последствия
Отправляясь на половцев, Игорь мог руководствоваться интересами своего княжества, открытого для набегов со стороны степи, эгоистичными устремлениями к славе и добыче, своими представлениями о княжеской чести и желанием участвовать в защите Руси (мнения исследователей на этот счёт расходятся). Неясно и то, какими были цели похода: одни учёные говорят о желании разграбить ближайшие кочевья, другие — о масштабных планах оттеснить половцев в Предкавказье, расширить границы Руси до устья Дона, восстановить контроль над Тмутараканью, утвердить независимый характер Северской земли. Князь выступил из Новгорода-Северского 23 апреля 1185 года. Позже к нему присоединились младший брат Всеволод Трубчевский, племянник Святослав Ольгович Рыльский, старший сын Владимир Путивльский; возможно, с Игорем были ещё двое сыновей, Олег и Святослав. В помощь ему Ярослав Черниговский прислал отряд ковуев во главе с Ольстином Олексичем. В общей сложности собралось войско, насчитывавшее, по мнению большинства историков, от 4 до 9 тысяч человек (есть и мнения в пользу большей численности). Оно двинулось на юго-восток, к Дону, в земли, контролировавшиеся ханами Кончаком и Гзаком.
В пути, 1 мая, армия Игоря стала свидетельницей солнечного затмения, воспринятого как дурной знак. По-видимому, сразу после этого она перешла Северский Донец, а потом и Оскол. О дальнейшем маршруте нет точных данных. У реки Сальница (надёжно не локализована) разведчики сообщили о близости множества половцев, готовых к бою, и предложили либо напасть немедля, либо повернуть домой, «яко не наше есть веремя». Игорь отверг второй вариант, сказав, что, если вернуться без боя, «сором… будеть пуще и смерти». Войско шло, не останавливаясь, всю ночь. На следующий день у реки Суюрлий оно столкнулось с передовыми силами врага и легко обратило их в бегство, захватив много пленников и другую добычу. Согласно Ипатьевской летописи, Игорь хотел сразу после боя двинуться в сторону дома, но был вынужден остановиться на отдых, а утром его армия уже была окружена превосходящим по численности врагом, собравшимся со всей степи. Лаврентьевская летопись сообщает, что русские остановились у Суюрлия на целых три дня и хотели идти дальше. «А ноне поидем по них [половцев] за Дон и до конца избьемь их, — говорили воины Игоря, согласно этому источнику. — Оже ны будет ту победа, идем по них и луку моря, где же не ходили ни деди наши, а возмем до конца свою славу и честь». Большинство учёных уверено в правдивости данных об одной ночёвке.
Оказавшись в окружении, русичи попытались прорваться к Донцу. О деталях сражения, шедшего, по разным данным, полтора или даже три дня, почти ничего не известно. Игорь, раненный в руку, попал в плен, когда пытался остановить побежавших ковуев. Основным силам русичей, по-видимому, пришлось спешиться, они были прижаты к воде и частично перебиты, а частично пленены. Всего, по данным Татищева, в плен попали 5 тысяч человек, включая всех князей, а спастись смогли всего 215. Таким образом, русская армия была уничтожена практически полностью. Половцы тут же двинулись в набег: Гзак — на оставшуюся беззащитной Северскую землю, а Кончак — на Переяславль. Обширные земли на левобережье Днепра были разграблены.
В плену Игорь Святославич пользовался относительной свободой. Вскоре он бежал благодаря помощи «половчина» по имени Лавор (учёные датируют это событие первой половиной лета 1185 года или, точнее, концом июня) и за 11 дней добрался до окраинного русского города Донца. Князь вернулся в свой Новгород-Северский, после чего поехал в Чернигов и далее в Киев на переговоры о восстановлении единой системы обороны против степи. По-видимому, переговоры эти прошли успешно. Однако из-за ослабления Северской земли русским князьям пришлось отказаться от наступательной тактики в борьбе с половцами.
В последующие годы Игорь продолжал княжить в Новгороде-Северском, с переменным успехом воевал со степняками, участвовал во внутрирусских делах. По некоторым данным, после смерти Ярослава Всеволодовича в 1198 году Игорь стал князем в Чернигове, где и умер в 1201 или 1202 году. Впрочем, многие учёные считают эти данные сомнительными.

## Содержание
«Слово о полку Игореве» имеет очень сложную структуру. Автор постоянно переходит от темы к теме, от одного героя к другому, от настоящего к прошлому. Рассказ о событиях 1185 года перемежается с авторскими отступлениями, историческими экскурсами, размышлениями и лирическими вставками. При всём этом «Слово» представляет собой с композиционной точки зрения единое целое, подчинённое общему замыслу.

### Название
Полностью произведение называется Слово о пълку Игореве, Игоря сына Святъславля, внука Ольгова. Это название взято из единственной сохранившейся рукописи, и большинство исследователей уверено в том, что оно авторское или по крайней мере современное созданию «Слова». Существует и гипотеза о том, что термин «слово», распространённый в средневековой русской литературе как жанровое определение, появился в названии позже, а первый вариант был короче — О пълку Игореве. Лексема полк (в названии пълк, далее в тексте — плъкъ, пълкъ) здесь имеет сразу несколько значений: это и воинское подразделение, и ополчение, то есть «вооружённый народ», и поход, и бой.

### Зачин
«Слово» начинается с обращения автора к своим читателям и слушателям («братии»). «Не лепо ли ны бяшет, братие, — говорит автор, — начяти старыми словесы трудных повестий о пълку Игореве». В большинстве изданий эта фраза выглядит как риторический вопрос, «Не следует ли начать?», с предполагаемым утвердительным ответом. Однако в первом издании здесь стоял восклицательный знак, и некоторые комментаторы, начиная с А. С. Пушкина, видели в написанном прямо противоположный смысл: «Неприлично было бы начать»; существует и гипотеза о том, что эта фраза отражает колебания автора. Понимание текста затрудняется из-за незнания того, что имеется в виду под «старыми словесами» (старый язык, старый жанр, старый стиль, изложение в соответствии с источниками) и «трудными повестями» («трудный» может означать «скорбный», или «воинский, ратный», либо и то, и другое).
Далее автор противопоставляет свой стиль стилю «вещего» Бояна, не упоминающегося в других литературных источниках (кроме «Задонщины», где явно произошло заимствование из «Слова»). Большинство исследователей полагает, что это существовавший в реальности певец. Судя по зачину «Слова», он посвящал песни «старому Ярославу, храброму Мстиславу, иже зареза Редедю пред пълкы Касожьскыми, красному Романови Святъславличю», а значит, жил в XI веке. Автор «Слова» хочет рассказывать о полку Игореве «по былинамь сего времени, а не по замышлению Бояню», но в чём именно заключается противопоставление, неясно. Одни исследователи полагают, что речь идёт о большей правдивости, без вымысла и восхвалений князей («былина» — достоверное описание), другие — о противостоянии жанров воинской повести и придворной песни, третьи — о прозе в «Слове» и поэзии у Бояна.
Вопрос о границах зачина остаётся открытым. По содержанию со вступлением связан ещё один фрагмент, немного ниже, в котором автор представляет, как написал бы «Слово» Боян, «соловей старого времени».

### Описание похода
Игорь Святославич, согласно «Слову», «истягну умь крепостию своею, и поостри сердца своего мужеством», собираясь в поход в степь. Увидев солнечное затмение, он обращается к войску с речью, в которой говорит о своём желании «испити шеломомь Дону» и о том, что «луцеж бы потяту быти, неже полонену быти». Под «полоном» в древнерусском языке имелось в виду пленение вторгнувшимся врагом; таким образом, Игорь здесь противопоставляет геройскую гибель в степи ожиданию захватчика на своей земле. Этот эпизод сразу придаёт тревожную окраску всему повествованию: затмение — дурной знак, и князь, понимая это, сознательно выступает против сил природы и против самой судьбы. Он дожидается своего «мила брата Всеволода», который в «Слове» почти всегда упоминается с эпитетом Буй Тур («дикий бык»; возможно, это прижизненное прозвище). Происходит разговор на расстоянии: Всеволод, поддерживая желание Игоря скорее выступать, напоминает ему о семейной славе («оба есве Святъславличя») и рассказывает, что его люди уже готовы. «А мои ти Куряни, — говорит он, — сведоми кмети, под трубами повити, под шеломы възлелеяны, конець копия въскръмлени, пути имь ведоми, яругы им знаеми, луци у них напряжени, тули отворени, сабли изъострени, сами скачють акы серыи влъци в поле, ищучи себе чти, а Князю славе».
Наконец, Игорь вступает «в злат стремень», то есть отправляется в поход. В пути русское войско сталкивается с новыми зловещими предзнаменованиями: ночь стонет «грозою птичь», звери свистят, див кричит с вершины дерева. Вести о походе разносятся далеко вглубь степей до самого моря — к Сурожу, Корсуню и Тмутаракани. Автор «Слова» рассказывает о том, как половцы стекаются к Дону, как стонут в ночной степи телеги, как орлы своим клёкотом созывают зверей к русскому войску — глодать кости мертвецов после будущего сражения. Уже на следующий день русичи «великая поля чрьлеными щиты прегородиша». Они легко разбивают врага, захватывают богатую добычу — рабынь, золото, драгоценные ткани — и останавливаются на отдых: «Дремлет в поле Ольгово хороброе гнездо далече залетело». Тем временем половцы собираются с силами. В повествовании появляются ханы Кончак и Гзак, которые на следующий день окружают русичей на берегу реки Каялы, причём в авторском описании вражеское наступление сливается с разгулом природных стихий. «Се ветри, Стрибожи внуци, веют съморя стрелами на храбрыя плъкы Игоревы! земля тутнет, рекы мутно текуть; пороси поля прикрывают; стязи глаголют, Половци идуть от Дона, и от моря, и от всех стран. Рускыя плъкы отступиша…».
Русичи принимают бой. В центре внимания автора оказывается на время Буй Тур Всеволод, который храбро бьётся с врагом. Похвала князю переходит в упрёк: он забыл не только о своих ранах, но и о феодальной чести (речь про отправку в поход без ведома сюзерена), о «животе» (по-видимому, о благосостоянии своего княжества, которое скоро останется без защиты и будет разграблено), о красавице-жене Глебовне (последняя олицетворяет мирное начало, противостоящее бессмысленным войнам). Эпизод с Всеволодом заставляет автора вспомнить времена усобиц, «плъци Олговы», когда Олег Святославич в борьбе за отцовское наследство «мечем крамолу коваше, и стрелы по земли сеяше». Возникает трагическая картина опустошения Руси: «Тогда при Олзе Гориславличи сеяшется и растяшеть усобицами; погибашеть жизнь Даждь-Божа внука, в Княжих крамолах веци человекомь скратишась. Тогда по Руской земли ретко ратаеве кикахуть: н часто врани граяхуть, трупиа себе деляче». Здесь же упоминается союзник Олега Борис Вячеславич, погибший на Нежатиной Ниве в 1078 году: этого князя слава «на канину зелену паполому постла», то есть уложила на траву, ставшую зелёным погребальным покрывалом. Произошло это, согласно «Слову» и вопреки данным других источников, на той же Каяле, и благодаря такой детали возникают параллели между двумя битвами, несчастливыми для Руси.
Теперь повествование возвращается к сражению с половцами. Не сообщая никаких подробностей, автор рисует картину гибели русского войска, причём уподобляет битву свадебному пиру. «Бишася день, бишася другый: третьяго дни к полуднию падоша стязи Игоревы. Ту ся брата разлучиста на брезе быстрой Каялы. Ту кроваваго вина недоста; ту пир докончаша храбрии Русичи: сваты попоиша, а сами полегоша за землю Рускую. Ничить трава жалощами, а древо стугою к земли преклонилось». Вместе с природой судьбу игорева войска оплакивает и сам автор, упоминая плач русских жён, Карну и Жлю (вероятно, языческих погребальных богов). «О! далече зайде сокол, птиць бья к морю, — пишет он, — а Игорева храбраго плъку не кресити».

### «Злато слово»
От битвы на Каяле автор «Слова» снова обращается к теме усобиц и княжеского эгоизма, ставшего причиной поражений и упадка Руси. «Рекоста бо брат брату: се мое, а то моеже; и начяша Князи про малое, се великое млъвити, а сами на себе крамолу ковати: а погании с всех стран прихождаху с победами на землю Рускую». Игорю автор противопоставляет «грозного» Святослава Киевского, который своими победоносными походами «наступи на землю Половецкую». Действие переносится в Киев. Святослав видит зловещий сон, в котором его одевают в погребальные одежды, а на грудь ему сыплют жемчуг (символ слёз); проснувшись, он узнаёт от бояр о поражении Игоря, о том, что половцы уже «прострошася по Руской земли», что восточные страны радуются их победе, а «готския красныя девы» на берегу моря, торжествуя, «поют время Бусово, лелеют месть Шароканю» и звенят русским золотом. Тогда князь «изрони злато слово слезами смешено». Обращаясь к двоюродным братьям, Игорю и Всеволоду, он упрекает их в самонадеянности и излишней любви к славе, подтолкнувших к самостоятельному походу, говорит о ведении войны без чести и восклицает: «Се ли створисте моей сребреней седине!».
Святослав, по его словам, уже не видит «власти сильнаго, и богатаго и многовои брата… Ярослава с Черниговьскими былями, с Могуты и с Татраны и с Шельбиры, и с Топчакы, и с Ревугы, и с Ольберы». Смысл этого утверждения не вполне ясен: князь либо считает, что Ярослав плохо контролировал своих непосредственных вассалов (Игоря и Всеволода), либо сожалеет о потере лёгкой конницы, отправленной Ярославом на помощь Игорю и погибшей на Каяле («были», «могуты» и т. д., согласно этой версии, — названия союзных Руси тюркских племён, поставлявших своих воинов для охраны границ). Святослав говорит, что смог разбить половцев, так как уподобился соколу, защищавшему собственное гнездо; однако другие князья ему не помогают, и это значит, что для Руси начались плохие времена. Он уже видит, как изранен в бою с вторгшимся на Русь врагом Владимир Глебович Переяславский.
Большинство учёных полагает, что на словах Святослава «Туга и тоска сыну Глебову» «злато слово» заканчивается: дальнейшее обращение к ряду князей с призывом помочь в защите Руси от опасности автор произносит от своего имени, не вкладывая его в уста персонажа. Есть и мнение о том, что к князьям обращается Святослав; по альтернативной версии, даже слова о Владимире — уже авторская ремарка.

### Обращение к князьям
О том, как формировалась последовательность князей в обращении, у исследователей нет единого мнения. Одни считают, что автор «Слова» ранжировал князей по их влиятельности и формальному старшинству, другие — что он руководствовался географическим принципом, начав с крайнего северо-востока. В этом месте «Слова» названы (отдельно или целыми группами) все ключевые русские правители конца XII века, причём обращения в их адрес — это неизменно смесь восхваления за доблесть и силу и укора за то, что они забыли об общем деле, защите Руси.
Всеволод Большое Гнездо
Адресат первого обращения — владимирский князь. «Великый Княже Всеволоде! — взывает автор, — не мыслию ти прелетети издалеча, отня злата стола поблюсти? Ты бо можеши Волгу веслы раскропити, а Дон шеломы выльяти. Аже бы ты был, то была бы Чага по ногате, а Кощей по резане. Ты бо можеши посуху живыми шереширы стреляти удалыми сыны Глебовы». Здесь на языке метафор описываются политическая и военная мощь Владимирского княжества. Образы, связанные с Волгой и Доном, характеризуют многочисленность войска Всеволода и его способность покорить все земли вдоль этих рек. «Сыны Глебовы» — пятеро братьев-князей из Рязанской земли, послушные вассалы Всеволода («шереширы», то есть живые орудия), участвовавшие в его успешном походе на волжских болгар в 1184 году. «Кощеи» и «чаги» — рабы и рабыни, за которых в реальности отдавали не ногату или резану (это мелкие денежные единицы), а сумму в несколько сот раз большую; таким образом, автор обращения говорит, что, если бы Всеволод заинтересовался делами Южной Руси, этот регион ждало бы фантастическое благоденствие.
Исследователи обращают внимание на тот факт, что автор «Слова» именует Всеволода «великим князем» (такой титул был присвоен владимирскому правителю только в 1185 году и только во Владимирском летописце), а Киев — его «отним столом». Трактовка этого обращения в диапазоне от предложения захватить Киев до просьбы просто подумать о судьбе русской столицы стала предметом научной дискуссии.
Ростиславичи
«Буй Рюриче и Давыде», которые далее появляются в тексте, — братья Рюрик Ростиславич Киевский («Буй» — неистовый) и Давыд Ростиславич Смоленский. «Не ваю ли злачеными шеломы по крови плаваша? — спрашивает их автор. — Не ваю ли храбрая дружина рыкают акы тури, ранены саблями калеными, на поле незнаеме?» Смысл этих слов остаётся не вполне ясным. Некоторые учёные пишут, что «Слово» восхваляет доблесть дружин двух князей, Б. А. Рыбаков говорит о намёке на поражение Давыда и Рюрика от половцев в 1177 году, Ю. В. Подлипчук — о намёке на отказ Давыда участвовать в защите Южной Руси в 1185 году. Смоленский князь обычно уклонялся от борьбы со степняками, а Рюрик принял участие в ряде походов. Теперь автор «Слова» просит их: «Вступита Господина в злата стремень за обиду сего времени, за землю Русскую, за раны Игоревы, буего Святславлича!».
Ярослав Осмомысл
Следующий князь — Ярослав Владимирович Галицкий, который только в «Слове» упоминается под прозвищем «Осмомысл» — «мудрый за восьмерых», «имеющий множество забот», «одержимый восемью грехами», Октавиан. Это тесть Игоря Святославича, и автор «Слова» подчёркивает его могущество. Ярослав сидит на «златокованнѣмъ столѣ» (намёк на богатство), «подпер горы Угорскыи своими железными плъки, заступив Королеви путь» (речь об эффективной обороне Карпат от венгров с использованием катапульт или каменных глыб, скатываемых с гор, — «меча времены чрез облаки»). Он «затвори в Дунаю ворота…, суды рядя до Дуная»; таким образом, автор дважды подчёркивает, что власть Осмомысла простирается до Дуная, ставя там предел влиянию венгров и Византии. Эта власть распространяется и на восток, так как Ярослав «оттворяеши Киеву врата» (здесь речь об участии князя в междоусобицах на стороне Мстислава Изяславича).
«Ты, — говорит автор „Слова“ Ярославу, — стреляеши с отня злата стола Салтани за землями», и здесь многие историки видят указание на участие галичан в Третьем крестовом походе (Салтан — султан Саладин). За этим следует просьба: «Стреляй Господине Кончака, поганого Кощея за землю Рускую, за раны Игоревы буего Святославлича». «Стрелять» здесь означает не идти самому, а прислать войско.
Волынские князья
От Галича автор «Слова» обращается к соседней Волыни. Следующие адресаты обращения — «Буй Романе и Мстиславе»: Роман Мстиславич, княживший в 1185 году во Владимире-Волынском, и либо Мстислав Владимирович Дорогобужский, либо Мстислав Ярославич Пересопницкий, либо Мстислав Всеволодович Городенский. Обращаясь то к обоим сразу, то к кому-то одному (Д. С. Лихачёв уверен, что к Роману), автор говорит, что дружины этих князей, живущих на границе с Польшей, вооружены и снаряжены на западный манер («суть бо у ваю железныи папорзи под шеломы латинскими»), что пред ними склонились многие враги: «Хинова, Литва, Ятвязи, Деремела, и Половци сулици своя повръгоща, а главы своя поклониша под тыи мечи харалужныи».
В этом месте автор ненадолго отвлекается на горестные мысли о поражении Игоря и о том, что половцы, торжествуя победу, уже «гради поделиша» по рекам Рось и Сула. Дон созывает на войну русских князей, и «Олговичи храбрыи Князи доспели на брань». Одни исследователи полагают, что здесь имеется в виду несчастливый поход Игоря, другие — что речь о младших Ольговичах, сыновьях Святослава Всеволодовича, успевших после Каялы прикрыть часть Северской земли от набега.
Теперь автор обращается к целой группе князей: «Инъгварь и Всеволод, и вси три Мстиславичи, не худа гнезда шестокрилци». Точного понимания того, о ком здесь речь, у учёных нет. Предположительно первые двое — луцкие князья Ингварь и Всеволод Ярославичи, а Мстиславичи-«шестикрыльцы» (по разным версиям, определение, связанное с соколами или с серафимами) — либо ещё трое сыновей Ярослава Луцкого, либо сыновья Мстислава Изяславича Киевского (включая Романа, уже упоминавшегося отдельно), либо сыновья Мстислава Ростиславича Храброго. По ещё одной версии, это двое сыновей Мстислава Изяславича (Святослав Червенский и Всеволод Белзский) и один сын Ярослава Луцкого, Изяслав Шумский. Автор «Слова» просит всех этих князей «загородить полю ворота своими острыми стрелами за землю Русскую».

### О Всеславе и Всеславичах
Некоторые исследователи не считают частью обращения к князьям ту часть «Слова», в которой речь заходит о Полоцкой земле. Над этим регионом, не граничащим со степью, нависла литовская опасность, и автор проводит параллели с югом: как Сула перестала быть преградой для половцев, так и Двина не отделяет больше Русь от Литвы. Местные князья воюют друг с другом, и только один из них, Изяслав Василькович (упомянут лишь в «Слове»), дал решительный отпор врагу. Он «позвони своими острыми мечи о шеломы Литовския; притрепа славу деду своему Всеславу, а сам под чрълеными щиты на кроваве траве притрепан Литовскыми мечи… Един же изрони жемчюжну душу из храбра тела, чрес злато ожерелие».
Этот эпизод должен показывать всю пагубность усобиц: Изяслав вышел на бой с врагом один («Не бысь ту брата Брячяслава, ни другаго Всеволода»), потому и потерпел поражение. Между тем именно полоцкие князья стали инициаторами первых междоусобных войн. Их предок, Всеслав Брячиславич, противопоставил своё княжество остальной Руси, следствием чего стало его отчуждение, а потом — беззащитность перед внешней угрозой. Теперь беззащитными могут стать и южные земли. Автор «Слова» восклицает: «Ярославе, и вси внуце Всеславли уже понизить стязи свои, вонзить свои мечи вережени; уже бо выскочисте из дедней славе». По мнению Д. С. Лихачёва, это призыв о примирении, обращённый к двум основным ветвям династии Рюриковичей — к потомкам Всеслава и потомкам Ярослава Мудрого. Б. А. Рыбаков эту версию поддержал, а О. В. Творогов уверен, что такой призыв не актуален для конца XII века. По одной из альтернативных гипотез, речь здесь идёт об одной конкретной ситуации 1181 года, и Ярославе — это черниговский князь Ярослав Всеволодович.
Далее следует поэтический комментарий к биографии Всеслава Брячиславича, смысл которого ясен не полностью. Вопреки историческим реалиям, в «Слове» князь сначала получает власть над Киевом (1068) и только потом терпит поражение на Немиге (1067). Быстрота его передвижений и (по одной из версий) представления о нём как о князе-волхве, князе-оборотне, поборнике языческих традиций дают автору повод говорить, будто Всеслав за ночь преодолевал путь от Киева до Тмутаракани, «великому хръсови влъком путь прерыскаше»; будто он в Киеве слышал, как звонят к заутрене в Полоцке.
Судьба князя, вынужденного всю жизнь воевать и скитаться, подталкивает автора «Слова» к новым размышлениям о судьбе Руси. Он вспоминает эпоху единства, сравнивая её с современностью, когда даже братья (Давыд и Рюрик) не могут вместе действовать против общего врага. «О! — говорит он, — стонати Руской земли, помянувше пръвую годину, и пръвых Князей».

### Плач Ярославны
От политических тем автор «Слова» переходит к личным, от плача о судьбе Русской земли — к плачу о судьбе одного человека. Он слышит голос Ярославны, жены Игоря: «полечю, рече, зегзицею по Дунаеви; омочю бебрян рукав в Каяле реце, утру Князю кровавыя его раны на жестоцем его теле». В этих словах учёные видят желание княгини мысленно быть рядом с мужем, который в её представлении лежит на поле битвы раненый или даже убитый. Ярославна хотела бы превратиться в птицу (зегзица — это, по разным версиям, чайка, кукушка, чибис, горлица, ласточка), набрать на Дунае живой воды (в другой версии Дунай — эпическое наименование реки как таковой), прилететь к Игорю и вернуть его к жизни. В связи с этим исследователи отмечают, что автор «Слова» воспринимал плен на символическом уровне как смерть. Плач Ярославны, который мог трактоваться как заклинание, помог Игорю бежать из плена и вернуться таким образом в мир живых.
Плача по мужу, Ярославна сочувствует и всем его воинам. Во второй части «Плача» она стоит на стене Путивля (возможно, потому что этот город ближе к степи, чем Новгород-Северский) и обращается за помощью и сочувствием к силам природы — ветру, Днепру и Солнцу. Ветер («ветрило») княгиня упрекает за то, что тот во время битвы дул навстречу русскому войску, меча на него вражеские стрелы. «Чему Господине мое веселие по ковылию развея?» — спрашивает Ярославна. «Светлое и тресветлое Солнце» виновато в том, что жаждой согнуло русичам луки, горем заткнуло колчаны («в поле безводне жаждею имь лучи съпряже, тугою им тули затче»). Днепру Словутичу княгиня напоминает, как он «лелеял еси на себе» корабли Святослава Всеволодовича во время похода на Кобяка, а потом просит реку: «възлелей господине мою ладу ко мне, а бых неслала к нему слез на море рано».

### Бегство Игоря из плена
Природа откликнулась на мольбы Ярославны и помогла Игорю бежать на Русь. Автор «Слова» даёт поэтизированное описание побега с минимумом фактических данных: Овлур (по данным других источников — половец, сочувствовавший пленнику) свистом даёт князю сигнал с другого берега Дона, тот переплывает реку, вскакивает на коня и скачет к излучине Донца, причём во время бегства превращается в разных зверей и птиц. «Игорь Князь поскочи горнастаем к тростию, и белым гоголем на воду; въвръжеся на бръз комонь, и скочи с него босым влъком, и потече к лугу Донца, и полете соколом под мьглами избивая гуси и лебеди, завтроку, и обеду и ужине». Донец обращается к Игорю, выражая ему своё сочувствие. Князь благодарит реку за помощь и противопоставляет Донцу Стугну — реку, которая, «худу струю имея», погубила во время сражения с половцами в 1093 году юного князя Ростислава Всеволодовича.
Тем временем Гзак и Кончак пускаются в погоню. Природа остаётся на стороне Игоря: птицы молчат, и только дятлы в приречных зарослях своим стуком указывают Игорю путь. Ханы смиряются с бегством князя. Они спорят о том, как поступить с его сыном Владимиром. «Аже сокол к гнезду летит, соколича ростреляеве своими злачеными стрелами», — предлагает Гзак. По мнению Кончака, лучше опутать «соколича» «красною дивицею», но Гзак отвечает, что в этом случае и «соколич», и «девица» уйдут на Русь, а русские войска снова появятся в степи. Известно, что Кончак в самом деле женил Владимира Игоревича на своей дочери и отпустил его.
В заключительной части «Слова» автор пишет о возвращении Игоря в Киев, на радость окрестным странам и городам. «Солнце светится на небесе, Игорь Князь в Руской земли. Девици поют на Дунаи. Вьются голоси чрез море до Киева. Игорь едет по Боричеву к святей Богородици Пирогощей». Провозглашается слава князьям и их дружине, ходившей походом «за христьяны на поганыя плъки». Таким образом, «Слово» получает оптимистичный и торжественный финал. Многие исследователи считают это закономерным, но существуют мнения о том, что «Слово» осталось недописанным, что концовка была утеряна, что финальная часть текста в том виде, в каком он сохранился, дописана позже другим автором.

## «Слово» как литературное произведение

### Язык
Относительно языка «Слова» исследователи долго не могли прийти к единому мнению. В частности, по-разному оценивалось его соотношение с живой речью своего времени. К. С. Аксаков не видел в «Слове» «жизни языка», не видел «борьбы и волнения», которые, по его словам, имели место в древнерусском языке XII века, но констатировал наличие «какой-то холодности»; Д. Н. Дубенский, напротив, писал о кипении языковой жизни в «Слове», о «помеси разных наречий», о смешении «великоросского и малоросского произношений». Разница во мнениях была связана с аморфностью тогдашних представлений о древнерусском языке и его развитии. А. С. Шишков и его последователи полагали даже, что русский язык един с церковнославянским, но позже появилось мнение, что в «Слове» соседствуют «два наречия: русское и церковное» (слова Н. Г. Головина). Начиная с С. П. Обнорского принято считать, что «Слово» написано на древнерусском языке, испытывавшем определённые влияния — в том числе со стороны церковнославянского.
Другие проблемы, возникающие перед исследователями в этом контексте, — соотношение в «Слове» письменного языка и устной речи, «высокого» и «низкого» стилей. Как правило, учёные пишут о тесной связи памятника с живым разговорным языком, но фиксируют наличие книжных оборотов, специальной терминологии, архаизмов, воспринимавшихся в XII веке как элементы возвышенной речи. Звучат мнения о «среднем стиле». При этом всегда остаётся место для субъективных оценок, связанных со спецификой и научной фундированностью взглядов каждого конкретного автора.
Проблема присутствия в «Слове» элементов разных диалектов, по-видимому, не имеет удовлетворительного решения: диалектология древнерусского языка очень плохо разработана в силу дефицита данных. Исследователям остаётся только искать лексические параллели с разными вариантами современных восточнославянских языков. Определённые параллели были найдены в некоторых украинских (в том числе западноукраинских), курско-орловских и брянских говорах, признано достаточно плодотворным сопоставление языка «Слова» с современным белорусским языком. Впрочем, ко всем данным, полученным таким образом, учёные относятся осторожно, поскольку текст «Слова» мог измениться в течение Средневековья, а древнерусские говоры могли соотноситься друг с другом не так, как говоры современных языков.

### Проблема жанра
Жанровая принадлежность «Слова» остаётся неопределённой. Сам автор называет своё произведение «песнью», «словом», «повестью». Термин «песнь» использовали некоторые авторы конца XVIII — начала XIX века (М. М. Херасков, Н. М. Карамзин, В. Т. Нарежный и др.), имевшие в виду поэтическое произведение, которое поётся под музыку (в этом случае под аккомпанемент гуслей). Встречалось и определение «поэма». Однако попыток выработать чёткую терминологию ещё не было: исследователи только констатировали поэтичность «Слова», при этом имея в виду образный стиль, но не ритмику. Филолог Н. Ф. Грамматин дал чёткое заключение, что «Слово» написано прозой.
Предпринимались попытки поставить «Слово» в один ряд с произведениями некоторых литературных и фольклорных жанров: оссианическими поэмами (Карамзин), исландскими сагами (М. П. Погодин), скальдической поэзией (Й. Добровский, А. Мицкевич, Ф. И. Буслаев), народными русскими, особенно с южнорусскими, а также с западнославянскими песнями (М. А. Максимович), былинами (А. И. Никифоров даже заявил в статье, опубликованной в 1940 году, что «Слово» — «самая настоящая былина XII века»). В связи с этим звучали разные мнения о фольклорном и литературном началах «Слова»: его называли памятником устной поэзии, особого рода исторической поэмой, тесно связанной с народными песнями, образчиком «дружинного искусства», противостоящего искусству «народному», явно «книжным» произведением с несвойственной для фольклора назидательностью. Е. В. Барсов полагал, что «Слово» написано «по приёмам искусственного витийства, с предисловиями, вводными повествованиями, с лирическими рассуждениями и заключениями» и в силу этого радикально отличается от фольклора «по идее, складу и языку». Существует и мнение о том, что изначально «Слово» могло быть устным памятником, а позже, при записи, было доработано.
Последовательное обсуждение проблемы жанра началось в середине XX века, когда И. П. Ерёмин предположил, что «Слово» — образец «политического торжественного красноречия». Л. А. Дмитриев поддержал эту гипотезу, В. И. Абаев выдвинул альтернативную, согласно которой основная часть «Слова» восходит к «мужскому погребальному плачу». Эпизод с Ярославной, по Абаеву, — это «малый женский плач», а обращения к князьям — более поздние «примитивные включения», диссонирующие с основной частью. А. А. Назаревский высказался против такого рода гипотез, устанавливающих тесные границы для «литературного памятника исключительного художественного своеобразия».
Согласно распространённой к началу XXI века точке зрения, «Слово» не может быть причислено ни к одному конкретному жанру. В древнерусской литературе нет чётких аналогов ему, но есть другие произведения, находящиеся на стыке жанров: «Повесть временных лет», «Поучение Владимира Мономаха», «Слово Даниила Заточника». Это связано, по словам Д. С. Лихачёва, с характерной для той эпохи «младенческой неопределённостью форм». «Слово о полку Игореве» сочетает в себе черты литературы и фольклора, «славы» и плача, «трудной повести», близкой к французскому средневековому жанру Chanson de geste, и ораторских произведений с характерными для них обращениями к публике. Благодаря столь сложной жанровой основе в «Слове» появляется широкий диапазон авторских настроений и чувств, который не характерен для фольклора. Из литературных произведений близки к «Слову» по своему эмоциональному разнообразию «Похвала Роману Мстиславичу Галицкому», «Похвала роду рязанских князей» и «Слово о погибели Русской земли».
Проблема ритмики «Слова» остаётся открытой. Большинство исследователей уверено в том, что этому произведению «присущ ритмический строй, ритмическая мерность» (слова Л. П. Якубинского); некоторые полагают, что оригинальный текст сохранился недостаточно хорошо, чтобы восстановить звучание. Тем не менее такие попытки предпринимаются с начала XIX века. «Слово» сближали по ритмике с былиной, украинской думой, духовной поэзией, иногда — со стихами скальдов. Речь идёт, как правило, о свободном ритме со слабыми музыкальными периодами. Многие учёные говорят о речитативном «проговаривании» «Слова», при котором сохранялась словесная и слоговая цельность текста.

### Поэтика
С точки зрения стиля «Слово» неоднородно. В нём выделяются несколько больших составных частей, заметно отличающихся друг от друга по авторской позиции и подаче текста: рассказ о начале похода, «Злато слово» и призыв к князьям, описание побега Игоря из плена. Однако единство произведения сохраняется благодаря образной системе и общей картине мира. Этот мир очень большой с точки зрения и пространства, и времени, но автор может охватить его целиком одним взглядом. Герои преодолевают за ночь огромные расстояния, разговаривают друг с другом, находясь в разных городах, слышат за сотни километров колокольный звон, скрип телег, женское пение. Повествование легко уходит в глубины истории и тут же возвращается к основной линии; князья конца XII века оказываются прямым продолжением своих дедов, битва на Каяле — условным повторением битвы на Стугне. Для мира, в котором живёт автор «Слова», характерны единство природы и человека, неразрывная связь одушевлённого и неодушевлённого. Материальные объекты здесь могут испытывать человеческие эмоции (например, заборола унывают), мысли и чувства материализуются и живут независимо от их носителей (печаль «течёт» по Руси, тоска «разливается»); «злато слово» князя Святослава смешивается с его слезами, то есть духовное смешивается с материальным.
Как и для других произведений древнерусской литературы, для «Слова» характерно использование метафор, основанных не на внешнем сходстве понятий, а на внутренней связи между ними, на символическом смысле исходного понятия. Так, сравнения отдельных персонажей с волком, соколом, соловьём, орлом явно связаны с представлениями об оборотничестве. Преобладающим художественным приёмом в «Слове» является метонимия — замена одного понятия на другое, «смежное» по смыслу, при которой происходит, как правило, сужение семантики. Д. С. Лихачёв пишет в связи с этим об «экономном отношении к восприятию действительности». Так, под выражением «вступил в злат стремень» имеется в виду выступление в поход; «преломить копьё» означает «сразиться» и т. п. Активно используется специальная древнерусская терминология, связанная с теми сферами жизни, которые явно интересуют автора больше других, — это война, охота, земледелие.
Автор не пытается эстетизировать ту реальность, которую описывает: напротив, он извлекает художественность из этой реальности. В «Слове» описываются только те сюжеты, которые кажутся автору эстетичными сами по себе: всё те же война, охота и земледелие, жизнь природы (гроза, ветер, море, солнце и т. п.). Художественная значимость конкретных событий становится для автора мерилом, помогающим найти объяснение происходящему и дать ему нравственную оценку.
Конкретные образы в «Слове» всегда имеют чёткое обоснование, они развиты и детализированы. По ходу повествования автор возвращается к некоторым из них, сообщая новые подробности и показывая развитие сюжета. Так, «Буй Тур» Всеволод в начале «Слова» говорит, что у его воинов «луци… напряжени, тули отворени», а позже Ярославна в своём «Плаче» упрекает Солнце, которое «жаждею… лучи съпряже, тугою им тули затче». Активно используются риторические фигуры, с помощью которых события прошлого могут быть описаны как происходящие на глазах у читателя. Характерный пример — фрагмент описания битвы: «Что ми шумить, что ми звенить давечя рано пред зорями? Игорь плъкы заворочает…».
В «Слове» очень много прямой речи персонажей, в том числе и такой, которую точно не могли слышать другие люди (например, это разговор Кончака и Гзака, преследующих Игоря). Такая речь — явный вымысел; отсюда следует, что автор «Слова» мог ставить себя на место своих героев, приписывать им мысли, отличные от его собственных.

### Темы и герои
Целью автора «Слова», по-видимому, было не рассказать о конкретных событиях, а дать им свою оценку. Обладая широким историко-политическим кругозором, он предполагает, что слушатели или читатели и без того осведомлены о походе Игоря и о его предыстории, и поэтому считает возможным опустить многие подробности. Цель автора — разобраться в причинах трагических событий, происходящих в его эпоху (в первую очередь — междоусобных войн). Сам поход Игоря нужен автору как яркое доказательство губительности усобиц и необходимости сплотиться перед лицом внешней опасности; всё «Слово» представляет собой призыв объединиться, обращённый как напрямую к конкретным людям (князьям), так и ко всей стране. Смысл этого призыва мог заключаться, как пишет Д. С. Лихачёв, «не в попытке организовать тот или иной поход, а в более широкой и смелой задаче — объединить общественное мнение против феодальных раздоров князей, заклеймить в общественном мнении вредные феодальные представления, мобилизовать общественное мнение против поисков князьями личной славы, личной чести и мщения или личных обид. Задачей „Слова“ было не только военное, но и идейное сплочение русских людей вокруг мысли о единстве Русской земли».
Речь не идёт об объединении Руси под властью одного правителя. Автор «Слова» пишет о том, что отдельные князья должны неукоснительно выполнять свои обязанности вассалов по отношению к киевскому князю и принимать деятельное участие в судьбе Киева — центра Русской земли. В безразличии к Киеву правителей Галича и Владимира он видит большую опасность. Идея единства проявляется в «Слове», например, в том, что славу Игорю в финале поют по всей Руси; при этом Игорь, бежавший из плена, едет не в своё княжество, а в Киев. Автор рисует образ идеального правителя — «многовоего», «грозного», осуществляющего свою власть на обширной территории и внушающего страх соседям. По одной из версий, такими чертами наделяется вопреки историческим реалиям Святослав Всеволодович.
Чтобы понять причины сложившегося к 1180-м годам положения вещей, автор «Слова» обращается к предыдущей эпохе — XI веку, когда Всеслав Полоцкий враждовал с Ярославичами, а Олег Святославич — с Владимиром Мономахом. Эта вражда становится в «Слове» развёрнутой метафорой для эпохи князя Игоря с проведением прямых параллелей между отдельными событиями и историческими персонажами. Так, река Донец, помогавшая побегу из плена, противопоставляется Стугне, в водах которой погиб в 1093 году Ростислав Всеволодович, а битва на Каяле оказывается в одном смысловом ряду с битвой на Нежатиной Ниве, где изгои Борис Вячеславич и Олег Святославич сражались в 1078 году с Изяславом и Всеволодом Ярославичами. Родоначальник каждой конкретной ветви династии (Всеславичей, Мономашичей, Ольговичей) становится в тексте своеобразной метафорой, применяемой по отношению к его собственным потомкам.
Особое внимание автор «Слова» уделяет Ольговичам и их предку Олегу Святославичу, дух которого, по словам историка А. В. Соловьёва, «витает над всею поэмою». В тексте упоминаются «полки Ольговы» (усобицы 1070-х годов), участники похода Игоря именуются «Ольговым хоробрым гнездом». Олег Святославич получает здесь неоднозначное прозвище Гориславлич, в котором одни исследователи видят осуждение (князь причинил много горя Русской земле), другие — сочувствие (судьба самого князя была достаточно трагичной). В связи с событиями 1180-х годов автор «Слова» однозначно симпатизирует Ольговичам: они, в отличие от своего предка, воюют с половцами, а не заключают с ними союзы против других князей. Отношение автора к Игорю Святославичу более сложное. С одной стороны, этот князь осуждается за безрассудный поход и нарушение принципа феодальной верности, с другой — его восхваляют за мужество и за защиту христианства.
Центральная тема произведения, по словам Д. С. Лихачёва, — тема родины, а в целом «Слово» представляет собой «горячую речь патриота», «всегда полную веры в родину, полную гордости ею, уверенности в её будущем».

### Проблема язычества в «Слове»
Одна из важных проблем, возникающих при изучении «Слова», — характер религиозных представлений автора. В тексте встречаются указания и на язычество, и на христианство. С одной стороны, упоминаются языческие боги Велес, Дажьбог, Стрибог, Хорс, предполагаемые мифологические персонажи Див, Жля, Карна, Дева-Обида; говорится об оборотничестве, о вещих снах и обожествлении сил природы. С другой стороны, автор называет половцев «погаными», противопоставляет им «христиан», пишет о «суде Божьем», о звоне колоколов, упоминает ряд церквей, в одну из которых едет в финале князь Игорь, а заканчивает своё произведение словом «Аминь».
Исследователи делятся на три группы по своей интерпретации всех этих данных. Одни полагают, что автор «Слова» был язычником, а христианские элементы были добавлены переписчиками более поздних эпох либо вовсе отсутствуют. Так, А. С. Орлов считает, что противопоставление «христиан» «поганым» — это традиционная оппозиция «культуры» и «варварства», «суд Божий» — судьба в её языческом понимании, а Игорь едет в церковь только из соображений этикета. А. Ф. Замалеев уверен, что автор «Слова» «сознательно принимал традиционные верования, становился язычником по убеждению».
Вторая версия предполагает христианский характер «Слова»; из выдающихся исследователей XX века её придерживались Д. С. Лихачёв и Б. А. Рыбаков. Основной аргумент в пользу этой гипотезы — противопоставление христиан язычникам (впрочем, некоторые учёные находят и глубинные связи между «Словом» и христианским учением). Присутствие в тексте явно языческих элементов объясняется по-разному. Автор мог использовать их, только когда речь шла о язычниках (Д. Н. Дубенский) либо когда использовался текст песен Бояна (А. С. Шишков), он мог придерживаться эвгемерических взглядов, то есть видеть в богах обожествлённых людей (Е. В. Аничков). Большинство учёных полагает, что использование имён языческих богов в «Слове» всего лишь литературный приём, не связанный с религиозными чувствами автора. Последний либо следовал классической традиции, либо произвольно использовал пришедшие ему в голову имена старых божеств.
Ряд исследователей считает автора «Слова» двоеверцем — человеком, сочетавшим в своих религиозных представлениях элементы язычества и христианства. А. И. Макаров и В. В. Мильков так пишут об этом: «Христианство присутствует в „Слове“ наподобие верхнего покрова, только припорошившего древний и многовековой пласт культуры; основным корневым стержнем, породившим и питавшим „Слово“, во многом оставалась самобытная мифологическая культура восточных славян». По мнению Ю. М. Лотмана, двоеверие было вполне типичным для Руси XII века.
«Слово о полку Игореве» дважды говорит о русичах как о внуках Дажьбога, который, по  предположению В. Н. Топорова, считался родоначальником или покровителем народа Руси. По мнению В. Я. Петрухина, русичи как «Дажьбожьи внуки» представляют собой книжный конструкт.

## «Слово» как исторический источник
Значение «Слова» для источниковедения представляет собой отдельную и важную проблему. С одной стороны, памятник должен рассматриваться как часть породившей его эпохи — как носитель информации о древнерусской литературе, о фольклоре, об общественной мысли (в этом отношении «Слово», по мнению Лихачёва, «гораздо глубже, шире и разностороннее», чем другие источники). С другой стороны, «Слово» наполнено очень ценными историко-культурными деталями, которых зачастую нет в других текстах, но извлекать эти факты нужно с осторожностью, в соответствии с основными принципами источниковедческого анализа и с учётом жанровой специфики. К тому же проблема исторической достоверности «Слова» тесно связана с проблемой его подлинности.
Произведение содержит целый ряд уникальных фактов, которые не подтверждаются напрямую, но во многих случаях и не опровергаются другими источниками. Только в «Слове» упоминаются князья Полоцкой земли Изяслав Василькович, погибший в бою с литвой, и его брат Всеволод Василькович; только здесь Всеволод Святославич назван князем курским, а местом погребения Святополка Изяславича назван Софийский собор (не Десятинная церковь, как в других свидетельствах). Текст «Слова» даёт уникальные характеристики некоторым Рюриковичам: Святославу Всеволодовичу как «грозному» князю, Роману Мстиславичу как победителю литвы, Ярославу Владимировичу как «Осмомыслу», повелителю земель до Дуная и (возможно) участнику борьбы за Святую землю. Только здесь фигурируют этносоциальный термин русичи, этнонимы хинове и деремела. Данные памятника дают основания для дискуссий о том, какие князья участвовали в походе Игоря, какими были торговые и культурные связи Киевской Руси (в связи с эпитетами «харалужный», «хиновский», «оварский») и т. п.
Некоторые сторонники скептического подхода видят в уникальных данных «Слова» доказательства фальсификации: автор памятника, по их мнению, дополнял информацию, взятую из надёжных источников, прибегая к вымыслу, путаясь и совершая ошибки. Намного чаще учёные считают эти данные заслуживающими внимания. По отдельным случаям разворачиваются масштабные дискуссии, участники которых по-разному оценивают специфику «Слова» как художественного произведения. Так, Л. Н. Гумилёв настаивал на том, что в этом памятнике изображены в завуалированном виде реалии следующего, XIII, века; оппоненты (Б. А. Рыбаков, О. В. Творогов) отмечали, что это противоречит основным принципам средневековой литературы.

### «Тёмные места»
В «Слове» есть множество мест, не поддающихся однозначному толкованию. Это может быть связано с неверным прочтением единственной рукописи, сохранившейся до XVIII века, с ошибками, которые допустили переписчики предыдущих эпох, с принципиальной неясностью отдельных лексем (к тому же в тексте много гапаксов — слов, которые больше нигде не встречаются). За последние 200 лет понимание текста радикально улучшилось, несмотря на раннюю потерю мусин-пушкинского сборника. На первом этапе исследователи вносили правки, ориентируясь на своё понимание смысла конкретного пассажа, причём часто игнорировали отсутствие внешнего сходства между изначальным прочтением и своим вариантом. Позже методика стала более строгой: учёные начали учитывать контекст, особенности грамматики и поэтики, палеографические и диалектологические аргументы, использовать аналогии с другими древнерусскими памятниками. Тем не менее текст «Слова» ясен не полностью.
Выделяются обороты, которые явным образом переданы неверно с точки зрения грамматики: «спала князю умь похоти», «кая раны дорога», «и схоти ю на кровать», «бѣша дебрь Кисаню и не сошлю къ синему морю» и др. Какой именно была порча, неясно, так что исследователям остаётся только строить догадки по каждому конкретному поводу. Другой случай — места с правильной грамматической структурой и непонятным смыслом: «помняшеть бо, рѣчь, първыхъ временъ усобіцѣ»; «давный великый Ярославь, сынъ Всеволожь»; «клюками подпръся о кони» и др. Третий вариант — отдельные слова с неясной семантикой.
- «Время Бусово». В «Слове» готские красные девы «поютъ время Бусово, лелѣютъ месть Шароканю». Этот оборот связывали с прилагательным «бусый» («серый», «дымчатый»), с термином «буса» (названием корабля), с именем хазарского кагана начала VIII века Бусира или одного из половецких ханов. Больше всего сторонников у отождествления Буса с Божем — упомянутым у Иордана вождём антов, который жил в IV веке и был казнён готами[193]; впрочем, эту гипотезу многие исследователи считают необоснованной[194].
- «Могуты», «татраны», «шельбиры», «топчаки», «ревуги», «ольберы». Святослав Всеволодович говорит: «А уже не вижду власти сильнаго, и богатаго, и многовои брата моего Ярослава, съ черниговьскими былями, съ могуты, и съ татраны, и съ шельбиры, и съ топчакы, и съ ревугы, и съ ольберы». Многие учёные видят здесь тюркизмы — названия родовых или племенных подразделений кочевых народов, находившихся в орбите русского влияния и участвовавших в походах русских князей. Выдвигались и альтернативные версии (например, о слове «могуты» как о кальке с греческого, о связи этого термина с разбойником по имени Могута, упомянутом в летописи под 1008 годом[195]).
- «Стрикусы». Всеслав Полоцкий в «Слове» «скочи отъ нихъ [киевлян] лютымъ звѣремъ въ плъночи изъ Бѣла-града, обѣсися синѣ мьглѣ, утръ же воззни стрикусы, отвори врата Нову-граду». Первые исследователи видели в «стрикусах» тараны, позже появилась гипотеза о ручном оружии — «самострелах», секирах. Р. О. Якобсон предложил новое прочтение, принятое многими другими комментаторами: «утръже вазни съ три кусы» («трижды ему удалось урвать по кусу удачи»). Согласно гипотезе В. В. Нимчука, здесь следует читать «стрику сы» («стрику» — «дяде по отцу», «сы» — «себе»). В. Л. Виноградова считает, что речь идёт сразу о трёх нападениях Всеслава на Новгород («куса» — «набег»)[196][197].
- «Харалуг». Этот термин и производное от него прилагательное «харалужный» используется в «Слове», когда речь идёт об оружии. В ряде случаев его воспринимают как синоним слова «булат». Большинство исследователей согласно с тем, что речь идёт об особой разновидности стали, а корни слова ищет в тюркских языках (иногда в арабском, польском, санскрите)[198].
- «Шереширы». «Ты бо можеши посуху живыми шереширы стрѣляти — удалыми сыны Глѣбовы», — говорит автор «Слова» Всеволоду Большое Гнездо. Большинство исследователей уверено, что этот термин относится к военной сфере. В разных гипотезах фигурируют стенобитные орудия, самострелы, «средства огневой борьбы»[199]; согласно альтернативным версиям, «шереширы» — это «живая шуга, лодки»[200] либо название рыбы жерех[201].
- «Деремела». Это этноним, упомянутый в списке народов, которых победил Роман Мстиславич Волынский. Деремелу учёные идентифицируют как одно из прибалтских или финских племён, как бродников (в этом случае этноним оказывается тюркским)[202].
- Хинова фигурирует в том же списке и упоминается ещё дважды. «Великое буйство подасть хинови», узнав о победе половцев над Игорем, Ярославна упрекает ветер за то, что тот метал на русское войско «хиновьскыя стрѣлкы». Исследователи сближают этот термин со словом «хан», видят здесь ещё один этноним (гунны, венгры, половцы, финны), общее обозначение всех языческих народов[203].
- «Мысль» в выражении «растѣкашется мыслію по древу». Н. А. Полевой предположил в 1833 году, что речь о звере или птице[204] и нашёл поддержку: в переводах «мысль» начали заменять на «соловья» (Н. М. Павлов, А. Скульский), «рысь» (Ф. Е. Корш), «бусого горностая» (М. А. Андриевский)[204]. В 1854 году Н. П. Корелкин предположил, что переписчик ошибся: в изначальном тексте могла быть «мысь», белка[205]. Большинство исследователей с этой версией согласилось[204].
- Автор называет каганом тмутараканского князя Олега Святославича. («Рекъ Боянъ и ходы на Святъславля пѣстворца стараго времени Ярославля Ольгова коганя хоти»)[206].

## Время создания
«Слово о полку Игореве» прямо не упоминается ни в одном средневековом источнике, поэтому информация о времени его написания, как и о личности автора «Слова», может быть извлечена только из текста самого произведения. Этим проблемам посвящено большое число научных работ. Подавляющее большинство исследователей уверено в том, что «Слово» было создано вскоре после описанных в нём событий. Аргументы в пользу такой датировки — прекрасное знакомство автора с политической обстановкой 1180-х годов (вплоть до мельчайших, уникальных подробностей), его отношение к героям «Слова» как к своим современникам, актуальность для него изображённых реалий. Мнения относительно более точной датировки расходятся.
Долгое время преобладала гипотеза о 1187 годе, связанная с упоминанием в финальной здравице Владимира Игоревича (делался вывод, что он к моменту произнесения «Слова» вернулся из плена) и с обращением чуть ранее к Ярославу Осмомыслу (делался вывод, что он на тот момент ещё был жив). Ярослав умер 1 октября 1187 года, а Владимир вернулся на Русь, как считалось, в сентябре того же года. Соответственно создание «Слова» датировалось осенью 1187 года. Однако в 1963 году исследователь Н. Г. Бережков доказал, что летописная хронология нуждается в уточнении; в действительности Владимир вернулся из плена в 1188 году, уже после смерти Осмомысла. Последний мог быть упомянут как живой ретроспективно, применительно к событиям 1185 года, либо «Слово» было создано раньше, при его жизни. С другой стороны, не все учёные считают возвращение Владимира на Русь обязательным условием для его упоминания в здравице, так как известно, что в плену к этому князю относились как к почётному гостю.
Многие исследователи полагают, что «Слово» было написано уже в 1185—1186 годах, сразу после поражения Игоря. По мнению М. А. Максимовича, В. В. Каллаша, А. И Соболевского, Н. К. Гудзия, в 1185 году, после получения известий о разгроме северских князей, была создана основная часть «Слова», до «плача Ярославны» включительно, а чуть позже, когда Игорь бежал из плена (возможно, в 1186 году), появилась и заключительная часть. Другие учёные считают, что «Слово» создавалось в один приём. В этом случае работа не могла начаться до бегства Игоря, которое датируют летом — осенью 1185 или весной — летом 1186 года, а завершиться должна была, по разным мнениям, осенью 1185 года, когда Владимир Глебович Переяславский ещё выздоравливал от ран (гипотеза А. И. Лященко, основанная на фразе «Туга и тоска сыну Глебову»), к концу 1185 года (версия Б. А. Рыбакова, основанная на датировке ссоры Всеволода Большое Гнездо с Глебовичами), к началу 1187 года, когда ещё были живы Владимир Глебович и Ярослав Осмомысл (версия Г. Н. Моисеевой), после 1187 года, когда умер Владимир Глебович (версия С. П. Пинчука, связанная с тем, что автор не обращается к Владимиру с призывом отомстить за раны Игоря). П. П. Охрименко датирует «Слово» 1185 годом, отмечая, что в этом произведении не упоминается ни одно событие последующих лет.
Согласно гипотезе А. А. Горского, «Слово» или заключительная его часть были написаны в 1188 году, после возвращения из плена Владимира Игоревича; на это, по мнению исследователя, указывает диалог Гзака и Кончака с намёком на женитьбу юного князя на Кончаковне. Н. С. Демкова относит создание «Слова» к периоду между 1194 и 1196 годами, когда уже умер Святослав Всеволодович Киевский и ещё был жив Всеволод Святославич Трубчевский (второй упомянут в здравице, первый — нет). Б. И. Яценко сдвигает датировку ещё дальше, к 1198—1199 годам: Игорь тогда уже княжил в Чернигове (на своём «отнем столе», согласно «Слову»), а Роман Волынский, удостоившийся в «Слове» высоких похвал, ещё не захватил Галич и не стал в результате врагом Ольговичей. С. Л. Николаев считает «Слово» памятником рубежа XII/XIII веков.
Существуют две гипотезы, которые связывают создание «Слова» с ещё более поздней эпохой. По мнению Д. Н. Альшица, характеристика Романа Волынского как победителя половцев могла появиться не раньше 1202 или даже 1205 года, а словосочетание «старые словесы» указывает на значительный временной интервал между автором и описанными им событиями. Исследователь полагает, что «Слово» было написано как призыв к объединению против монголов после битвы на Калке (1223), но до нашествия Батыя (1237). Л. Н. Гумилёв относит создание этого произведения к 1240-м или к началу 1250-х годов, исходя из слова «хинове» (по его мнению, здесь имеется в виду империя Цзинь, о которой русские могли узнать только от монголов).

## Личность автора
На основании текста «Слова» за последние 200 лет было выдвинуто множество гипотез о том, кем мог быть его автор. Исследователи строят предположения, исходя из особенностей стиля «Слова», из политической позиции автора, из его предполагаемых симпатий и антипатий. Большинство уверено в том, что это был мирянин: «Монах не дозволил бы себе говорить о богах языческих и приписывать им действия естественные», — писал об этом Н. М. Карамзин. Автора признают очень начитанным человеком, хорошо знакомым с книжной культурой Руси XII века. Одни учёные полагают, что он участвовал в походе Игоря и был вместе с князем в плену, другие — что он почерпнул материал из рассказов очевидцев.
Как правило, исследователи считают автора «Слова» достаточно высокопоставленным человеком: это мог быть представитель старшей дружины, военачальник, княжеский певец, а согласно ряду версий, даже князь. Основания для такой уверенности дают независимая позиция автора, его глубокие знания в области военного дела и межкняжеских отношений. Есть и альтернативная версия, согласно которой автор чувствовал себя независимым как раз из-за низкого положения.
Единого мнения о том, из какой русской земли происходил автор «Слова», в научной литературе нет. Довольно популярна гипотеза о черниговском происхождении, основанная на явной симпатии автора к Ольговичам и некоторых языковых чертах его произведения; в этом случае автор мог принадлежать к дружине Игоря Святославича. По другой версии, это был киевлянин, один из приближённых Святослава Всеволодовича, славивший в «Слове» своего господина и отстаивавший идею единства Руси под началом киевского князя. Некоторые исследователи объединяют две гипотезы в одну: по их мнению, автор «Слова» был черниговцем, но вместе со Святославом перебрался в Киев в 1170-е годы. Именно с его близостью к этому князю может быть связан интерес к Полоцкой земле: Святослав Всеволодович был женат на Марии Витебской. Отстаивавший данную гипотезу учёный А. В. Соловьёв предположил, что автор «Слова» был княжеским певцом, и причислил его к представителям «черниговско-тмутараканской поэтической школы вещего Бояна».
Исследователь И. И. Малышевский считал автора «Слова» уроженцем Южной Руси — странствующим княжеским певцом, хорошо знавшим Тмутаракань и бывавшим в ряде других русских земель. Согласно ещё одной гипотезе, это был галичанин, дружинник Ярослава Осмомысла, перебравшийся в Новгород-Северский в свите Ярославны. Сторонники этой версии ссылаются на особенности языка «Слова», на панегирическую характеристику Осмомысла и на стилистическую близость произведения к Галицко-Волынской летописи. Один из них, Е. О. Партицкий, причисляет автора к карпатским лемкам. Выдвигались гипотезы о псковском и новгородском происхождении автора.
С момента публикации «Слова» регулярно делаются попытки отождествить человека, его написавшего, с каким-либо историческим деятелем, известным из источников. В СССР со своими версиями выступали не только филологи и историки, но и многочисленные любители и популяризаторы, в том числе писатели А. К. Югов, О. О. Сулейменов, И. И. Кобзев, В. А. Чивилихин. В результате появилось множество вариантов. Среди них:
- «Премудрый книжник» Тимофей, уроженец Киева, живший в Галиче и упоминающийся в связи с событиями 1210 года. Автор гипотезы, Н. Г. Головин, считал, что Тимофей был приближённым Игоря и переехал в Галицкую землю с его сыновьями[213]. Позже исследователь Л. Гора предположил, что Тимофей написал ещё и «Слово о погибели Русской земли», начало «Галицко-Волынской летописи», «Повесть о битве на Калке»[178]. Писатель И. А. Новиков отождествил Тимофея с неким «сыном тысяцкого» (в этой версии — Рагуила Добрынича), который, согласно Ипатьевской летописи, находился в половецком плену вместе с Игорем[214].
- Рагуил Добрынич, тысяцкий киевского князя Владимира Мстиславича. В. Г. Фёдоров предположил, что сам Рагуил, а не его сын, мог написать «Слово» как человек, обладавший «большим жизненным опытом, глубоким знанием не только военного дела, но и истории Руси»[215][214].
- Новгородский тысяцкий Миронег, которого автор гипотезы, И. М. Кудрявцев, отождествляет с новгородским посадником Мирошкой Нездиничем и с киевским зодчим Петром Милонегом[178].
- «Словутный певец Митуса» — поэт или церковный певчий, упомянутый в летописи в связи с событиями 1240-х годов. А. К. Югов предположил, что Митуса был связан с Ростиславом Галицким и написал «Слово», чтобы прославить Ольговичей[216].
- Ольстин Олексич (версия М. Т. Сокола[217])[178] — черниговский воевода, участвовавший в походе Игоря и не упоминающийся в источниках после 1185 года[218].
- Ян Радеславич — боярин Олега Святославича Новгород-Северского, который упоминается в связи с событиями 1164 и 1172 годов. Эту версию тоже выдвинул М. Т. Сокол[178].
- Кочкарь — «милостник» Святослава Всеволодовича Киевского (версия С. Тарасова)[178].
- Беловод Просович — человек, который, по данным Ипатьевской и Густынской летописей, принёс Святославу Киевскому весть о поражении Игоря (версия украиноязычного автора-анонима, издавшего статью на эту тему в 1968 году)[219].
- Кирилл Туровский — епископ Турова и духовный писатель (впрочем, он умер ещё в 1182 году)[178].
- Моисей — игумен Выдубицкого монастыря[220].
- Неизвестный по имени внук или правнук Бояна (версии М. В. Щепкиной и А. Н. Робинсона соответственно)[178].
- Некто Ходына (эта версия основана на фразе «Рекъ Боянъ и Ходына, Святъславля стараго времени…»)[178].

Существует целый комплекс гипотез, согласно которым «Слово» написал один из представителей династии Рюриковичей. Звучали имена Святослава Всеволодовича Киевского, его сына Владимира Новгородского (версия А. Ю. Чернова), жены Марии Васильковны (версия Г. В. Сумарукова), Владимира Ярославича Галицкого (версия Л. Е. Махновца), Святослава Ольговича Рыльского (версия А. М. Домнина), его матери Агафьи Ростиславны, Константина Всеволодовича Ростовского.
В 1967 году Н. В. Шарлемань предположил, что «Слово» написал сам Игорь. Эту гипотезу развил в романе-эссе «Память» (1981—1984) В. А. Чивилихин, уверенный в том, что автором стал участник похода и побега из плена и что княжеский статус автора прямо следует из того, как он обращается к другим князьям («брат», «братие», «князь», «княже»). Впрочем, в литературе звучат мнения о том, что Игорь не мог написать «Слово» в силу особенностей средневековой авторской психологии: это главный герой произведения, упоминаемый в третьем лице и получающий неоднозначную характеристику. К тому же автор явно осуждает саму идею похода. Отдельные учёные пишут о неинформативности для решения данной проблемы обращений в «Слове» и о том, что социальный статус князя в принципе исключает авторство в произведениях такого рода.
Б. А. Рыбаков, приписывая бо́льшую часть Киевской летописи XII века киевскому боярину Петру Бориславичу и учитывая нетривиальные сходства между Киевской летописью и «Словом о полку Игореве», предположил, что «Слово» написал тоже Пётр. Этой гипотезе учёный посвятил целую монографию, подкрепив свои предположения анализом политических концепций в двух текстах. Однако авторство Петра не бесспорно даже в случае с летописью (хотя и вероятно). Эта попытка найти автора «Слова», как и все остальные, признана в историографии малоубедительной; по-видимому, вполне обоснованными в данном вопросе могут быть только соображения общего характера.

## В науке и публицистике
Первое издание «Слова» было встречено русской образованной публикой с восторгом. Это произведение ставили в один ряд с поэмами Оссиана, которые тогда ещё считались памятником раннесредневековой поэзии, им гордились как доказательством того, что уже в XII веке на Руси существовала великая культура (в связи с этим особенное значение придавали упоминанию в тексте Бояна). О других произведениях древнерусской литературы тогда было не известно практически ничего. С этим связано знаменитое высказывание А. С. Пушкина (1830): «К сожалению, старинной словесности у нас не существует. За нами голая степь и на ней возвышается единственный памятник: „Песнь о полку Игореве“. Словесность наша явилась вдруг в 18 столетии, подобно русскому дворянству, без предков и родословной».

### Преодоление скептицизма
Такая неосведомлённость читателей имела в том числе негативные последствия. Русская публика оказалась не готова понять «Слово» ни в целом, ни в деталях. Отдельные слова и обороты очень долго оставались неверно прочтёнными и истолкованными: в первом издании было «къ мети» вместо «къмети», «мужа имъ ся» вместо «мужаимъся», «по морию, по сулию» вместо «поморию, посулию», «чага» отождествлялась с Кончаком, слово «кощей» было принято за имя какого-то половца, а слово «шеломянем» — за название села в Переяславской земле. Фраза «великому Хръсови влъком путь прерыскаше» вообще осталась без перевода. Вне зависимости от этих подробностей читатели предромантической эпохи искали в «Слове» в первую очередь параллели модным тогда поэмам Оссиана, доказательства существования на Руси своего «языческого Олимпа» и бардовского искусства, подобного кельтскому. Уникальность «Слова», его патриотическое содержание, связь с русским фольклором и со своей эпохой остались на время непонятыми и невостребованными.
Сказалась и популярность «скептической школы»: появилось мнение о том, что «Слово» представляет собой не средневековый памятник, а мистификацию, созданную относительно недавно. Скептики, по словам П. Ф. Калайдовича, «не могли уверить себя, что поэма сия принадлежит XII веку, когда сравнивали тогдашнее варварство и невежество с теми высокими мыслями, с теми возвышенными чувствами и красноречивыми выражениями, которые отличают её от русских летописей, простых и неокрашенных». Их подозрения усилились после того, как мусин-пушкинский сборник погиб в огне московского пожара. По версии одного из скептиков, М. Т. Каченовского, «Слово» на самом деле написал неизвестный интеллектуал XVI века, переработавший сообщение летописи о походе Игоря; О. И. Сенковский утверждал, что «Слово» «крепко пахнет Оссианом» и что оно написано в конце XVIII века «сербской или карпатской рукой человека, который изучал латинскую литературу». Звучали заявления о том, что текст памятника представляет собой «смесь многих наречий и языков», что он наполнен «поздними речениями», а местами просто не имеет смысла.
Скептическая точка зрения была популярна в течение всей первой половины XIX века. Однако в ту же эпоху были достигнуты серьёзные успехи в изучении «Слова». К. Ф. Калайдович в 1813 году обнаружил приписку Домида к псковскому «Апостолу», идентифицированную как заимствование из «Слова» и надёжное доказательство его подлинности. Этот же исследователь смог показать наличие множества языковых параллелей между данным памятником и другими древнерусскими текстами — летописями, «Русской правдой», «Хождением игумена Даниила» и др.; обилие в «Слове» гапаксов (терминов, которые раньше нигде не встречались) Калайдович объяснял тем, что древнерусская литература ещё слишком плохо изучена — в том числе с лексикографической точки зрения. Изучением языковых параллелей (главным образом с летописями) занимался и Д. Н. Дубенский. А. С. Пушкин настаивал на тесной связи «Слова» с русской народной поэзией, и позже эту связь показал М. А. Максимович. После 1852 года, когда была опубликована «Задонщина», подлинность «Слова» стала более очевидной, так что дискуссия на эту тему временно затихла.
Важную роль в исследованиях «Слова» сыграли переиздания его текста. Авторы этих переизданий старались дать новую, более удачную транскрипцию «тёмных» мест, сравнивали первое издание с «екатерининской копией», составляли обширные научные комментарии, а с определённого момента пытались реконструировать изначальный текст, свободный от ошибок и чужеродных вкраплений. Принципиальное значение для своего времени имели комментированные издания Я. О. Пожарского (1819), Н. Ф. Грамматина (1821 и 1823), М. А. Максимовича (1837), Д. Н. Дубенского (1844), Н. Г. Головина (1846). Благодаря усилиям историков, литературоведов, лингвистов «Слово» оказалось помещено в богатый культурно-исторический контекст, его политические и эстетические идеи получили, наконец, адекватное толкование. С 1847 года «Слово» регулярно издавали для учащихся школ и гимназий; его текст использовался для изучения истории русского языка, он сопровождался статьями, которые освещали основной круг связанных с памятником вопросов. Наиболее известное из изданий такого рода было осуществлено А. Н. Чудиновым (выходило 15 раз в 1891—1918 годах).
«Словом» заинтересовались и западные исследователи. С. О. Шмидт в связи с этим отметил, что «едва ли можно назвать другой памятник отечественной литературы (во всяком случае до времени творчества Л. Н. Толстого и Ф. М. Достоевского), в изучение которого внесли бы такой серьёзный вклад и иностранные учёные… А это имело немалое значение вообще для закрепления интереса к истории и культуре России в зарубежной научной литературе и в общественном мнении».
В 1890 году французский славист Луи Леже возродил скептические взгляды на «Слово»: он предположил, что это произведение было написано под влиянием «Задонщины», а не наоборот, и что его соответственно следует датировать XIV или XV веками. В конце 1930-х годов эту гипотезу развил Андре Мазон. По его мнению, «Слово» было создано на основе «Задонщины» ещё позже — в конце XVIII века, и автором стал А. И. Мусин-Пушкин, Н. Н. Бантыш-Каменский, А. Ф. Малиновский, Иоиль (Быковский) либо какой-то неизвестный из того же круга. Мазон называл в числе источников «Слова» труды В. Н. Татищева и М. М. Щербатова, связывал его создание с борьбой России за выход к Чёрному морю, видел в тексте галлицизмы, «модернизмы», отсылки к европейской литературе Нового времени.
Против гипотезы Мазона выступил целый ряд русских учёных-эмигрантов и их американских коллег. Эти исследователи доказывали, что «Задонщина» в конце XVIII века ещё не была открыта, что по текстологическим данным она происходит от «Слова», а не наоборот, что с точки зрения грамматики и стиля «Слово» — явно средневековый памятник. В рамках критики продолжилось сопоставление языка «Слова» и современных ему произведений древнерусской литературы и был собран материал для «Словаря-справочника „Слова о полку Игореве“» (издавался в 1965—1984 годах). В 1962 году вышла книга «Слово о полку Игореве — памятник XII века», в которой были подведены итоги полемики. Авторы издания показали, что даже самый образованный и талантливый интеллектуал конца XVIII века не смог бы выполнить мистификацию, о которой пишут скептики: уровень знаний о древнерусской культуре был в те времена слишком низким для решения столь сложной задачи.
В 1960-е годы была выдвинута ещё одна гипотеза о «Слове» как мистификации — наиболее фундаментальная и аргументированная с научной точки зрения. Её автором был выдающийся советский историк А. А. Зимин, считавший автором «Слова» Иоиля (Быковского). Последний, по мнению учёного, опирался на «Задонщину» и Ипатьевскую летопись, использовал творчески переосмысленный фольклорный материал и не собирался выдавать своё произведение за древнерусский памятник (за него это сделал Мусин-Пушкин). Оппоненты Зимина (Д. С. Лихачёв, Р. П. Дмитриева, О. В. Творогов, Б. А. Рыбаков и др.) провели дополнительные исследования по всем затронутым в его гипотезе проблемам: изучили текстологические взаимоотношения между «Словом», «Задонщиной» и Ипатьевской летописью, особенности языка «Слова», его историческую достоверность. Результатом стало окончательное подтверждение того, что памятник относится ко временам Древней Руси. Однако в условиях советского времени открытая дискуссия по данной проблеме была невозможна; версия подлинности «Слова» получила официальную поддержку, критика построений Мазона и Зимина нередко сопровождалась идеологическими нападками. Из-за этого, по словам лингвиста А. А. Зализняка, в советской интеллигентской среде довольно широко распространились представления о «Слове» как о подделке.
Филолог Ю. М. Лотман (1962) проанализировал идеологические и художественные связи «Слова» и литературы XVIII — начала XIX века и пришёл к выводу, что в этом контексте «Слово» — неуместное, ни с чем не сопоставимое явление, не имеющее ни одного предшественника или последователя, в то время как успешные фальсификации обычно имеют продолжение. Кроме того, значение подделок для своей эпохи всегда существенно больше, чем их подлинная художественная ценность, а со «Словом» ситуация прямо противоположна. Влияние «Слова» на литературу времени его обнаружения намного меньше, чем влияние поддельных поэм Макферсона, песен Ганки и Линде, но его значимость для русской культуры в целом не уменьшается со временем. Поскольку фальсификация ориентирована на современные ей потребности, смыслы, вкладываемые в любую подделку, понятны современникам целиком, а «Слово» раскрывается исследователями до настоящего времени.
Гипотеза Зимина получила на Западе поддержку английского учёного Д. Феннела и итальянца А. Данти, но многие другие европейские и американские исследователи отстаивали подлинность «Слова». К концу XX века считалось доказанным, что «Слово» — памятник древнерусской литературы. В 1992 г. историк А. А. Горский в книге «„Слово о полку Игореве“ и „Задонщина“: источниковедческие и историко-культурные проблемы» с помощью применения математических методов доказал, что в «Задонщине» был использован текст «Слова о полку Игореве», а не наоборот, что является неопровержимым аргументом в пользу древности «Слова». Когда вышла книга Зимина (уже после смерти автора), А. А. Зализняк, крупнейший специалист по языку берестяных грамот, счёл необходимым привести дополнительные аргументы в защиту подлинности (2004). По его данным, 50 меняющихся во времени параметров русского языка с установленными по достоверно датированным источникам границами изменений указывают, что «Слово» было написано в XII веке и переписано в XV—XVI веках. В произведении нет ни одного нарушения этих параметров, так что оно могло быть подделано только профессиональным лингвистом уровня начала XXI века, а это невозможно. Зализняк отметил, что за 200 лет ни один серьёзный лингвист не подвергал сомнению подлинность «Слова»; обычно это делали историки или литераторы, не имеющие достаточно жёстких объективных критериев. Учёный также показал, что по характеру употребления энклитик памятник близок к «некнижным» текстам XII века, ориентирующимся на живую речь (ранним берестяным грамотам и фрагментам Киевской летописи по Ипатьевскому списку, содержащим прямую речь действующих лиц), о которых не могли знать гипотетические фальсификаторы.
В целом дискуссия о подлинности «Слова» оказалась крайне полезной: благодаря ей учёным удалось прояснить ряд вопросов, принципиально важных как для слововедения, так и для знаний об истории и культуре Древней Руси в целом.

### Современное слововедение
Принципиальное значение для изучения «Слова» имело издание памятника, осуществлённое в 1960 году Л. А. Дмитриевым: в нём впервые учтены с максимальной скрупулёзностью все расхождения между текстами первого издания, «екатерининской копии», бумаг Малиновского и выписок Карамзина. В 1985 году Н. А. Мещерский и А. А. Бурыкин выпустили ещё одно издание, в котором впервые попытались реконструировать изначальный текст «Слова» с учётом всех известных разночтений. В конце XX века появилась новая тенденция — издавать памятник с минимальными конъектурами, оставляя без изменений «тёмные места».
1985 год стал, согласно решению ЮНЕСКО, годом 800-летия «Слова». В рамках празднования этой даты прошли научные и читательские конференции, торжественные заседания научных обществ, выставки, посвящённые памятнику, — в Москве, Ленинграде, Париже, других городах (до этого в СССР проводились выставки по случаю 750-летия «Слова» и 150-летия его первого издания). Экспонировались вещественные памятники, связанные с эпохой и образами «Слова», — оружие, ювелирные изделия, берестяные грамоты, документы и т. п.
Исследования «Слова» ведутся по самым разным направлениям. Учёные рассматривают памятник не только в контексте древнерусской культуры и славянского фольклора, но и во взаимосвязи с современным ему европейским эпосом. Огромный вклад в изучение проблемы внёс Д. С. Лихачёв, подготовивший издание «Слова» в серии «Литературные памятники» с первым объяснительным переводом (1950), написавший отдельные работы об историческом и политическом кругозоре автора, о связи «Слова» с военно-феодальной символикой своей эпохи, об истории первого издания. Лихачёву принадлежит гипотеза о диалогическом строении «Слова»: памятник, по его мнению, был рассчитан изначально на двух исполнителей, с чем связана уникальность его композиции. По инициативе Лихачёва была подготовлена пятитомная «Энциклопедия „Слова о полку Игореве“» (опубликована в 1995 году). В этом издании, согласно предисловию, «подводятся итоги двухвековых исследований „Слова“ в отечественной и мировой науке и предлагается по возможности исчерпывающий обзор художественного освоения памятника в литературе нового времени».
Наряду с научными исследованиями «Слово» рассматривалось и продолжает рассматриваться во множестве любительских работ. Их авторы — как профессиональные писатели, работающие в жанрах художественной прозы и публицистики, так и простые дилетанты, совсем не связанные с литературой (существует специальный термин — «народное слововедение»). Выдвигается множество версий по разным частным вопросам, связанным с личностью автора «Слова» (это наиболее популярная тема), с маршрутом похода Игоря, с особенностями текста. Многие из них вообще не основаны на источниках, другие представляют интерес, но явно не соответствуют действительности. Например, поэт О. О. Сулейменов предположил, что «Слово» изначально было написано на тюркском языке, и только позже текст был переосмыслен переписчиками. По мнению А. Л. Никитина, «Слово» представляет собой набор заимствований из поэм Бояна, немного приспособленный к реалиям XII века. В позднесоветскую эпоху расцвет дилетантского слововедения расценивался как серьёзная проблема: по этому поводу проводили круглые столы, в прессе осуждали «исторический романтизм». Специалисты отмечали, что для любителей характерны «произвольное обращение с текстом памятника, отсутствие границ между фактом, догадкой, предположением и вымыслом, откровенная подгонка фактов под заранее сконструированные „теории“».

## В культуре

### Средние века
Учёные находят множество параллелей «Слову» в средневековой русской культуре. Так, Н. Н. Воронин видит много общего между этим памятником и архитектурным стилем XII — начала XIII веков: это «чувство цвета и света, пространства и деталей», идея об эпохе Владимира Святого как образце единства и силы, гиперболизм стиля, заметные фольклорные мотивы, ощущение необъятного пространства. А. Н. Грабар считает, что «Слово» по основным своим идеям было ближе к живописи, скульптуре и прикладному искусству; К. А. Уваров проводит прямые параллели между текстом памятника и отдельными элементами декоративного убранства храмов Владимирской Руси. Л. А. Вагнер назвал Дмитриевский собор «памятником, адекватным „Слову“ с его идеей русского единства», и предположил, что его создатели и заказчик, Всеволод Большое Гнездо, читали «Слово». Д. С. Лихачёв ввёл в научный оборот понятие «стиль эпохи» и начал рассматривать «Слово» полностью погружённым в контекст искусства своего времени; главные черты древнерусской культуры того времени, по словам учёного, — «церемониальность», «панорамное зрение», «динамизм».
«Слово» имеет много конкретных параллелей в литературе Древней Руси и фольклоре, но при этом как единое целое с его сложной поэтической символикой, смелыми политическими призывами к князьям, языческой образностью, пёстрой композицией, необычным психологизмом стоит особняком в древнерусской литературе и книжности. По-видимому, оно оказалось забыто достаточно скоро после его создания. Причиной тому могли стать жанровая и содержательная необычность произведения, слишком тесная его связь с реалиями 1180-х годов: вне этих реалий оно оказалось малопонятным и по большому счёту неинтересным. Непосредственное влияние «Слова» обнаруживается только в двух литературных произведениях XIV века. Одно из них — псковский «Апостол», в рукописи которого местный священник Домид оставил приписку о событиях 1307 года: «Сего же лета бысть бой на Русьской земли: Михаил с Юрьем о княженье Новгородьское. При сих князех сеяшется и ростяше усобицами, гыняше жизнь наша, въ князех которы, и веци скоротишася человеком». Здесь очевидна связь с пассажем из «Слова»: «Тогда при Олзѣ Гориславличи сѣяшется и растяшеть усобицами, погибашеть жизнь Даждь-Божа внука, въ княжихъ крамолахъ вѣци человѣкомь скратишась», и большинство исследователей уверено, что Домид совершил прямое заимствование.
Примерно в 1380-х годах была написана «Задонщина» — литературное произведение, ставшее своеобразным эмоциональным откликом на победу русской армии над Мамаем на Куликовом поле. Она является прямым подражанием «Слову» (Ф. И. Буслаев пишет даже об элементах «рабской подражательности»). Автор «Задонщины», по-видимому, увидел в Куликовской битве реализацию высказанной в «Слове» идеи о необходимости единения для борьбы со Степью. Он использует композицию и особенности образной системы «Слова», заимствует из него отдельные слова и обороты и даже целые фрагменты текста. Схожие обороты встречаются в «Сказании о Мамаевом побоище», написанном не позже конца XV века; некоторые исследователи полагают, что его автор был знаком со «Словом».
Следы отдельных мотивов «Слова» (Буй Тур Всеволод как лучник, Роман и Мстислав, вступающие «в злата стремени») некоторые учёные видят в миниатюрах Радзивилловской летописи, созданных в XV веке, но основанных на более ранних иллюстрациях. Эта гипотеза основана на том, что данные мотивы отсутствуют в летописных текстах.
В современной культуре «Слово» оценивается как произведение с высокими художественными достоинствами, как «непревзойдённый образец древнего поэтического искусства», важнейший источник для изучения истории, языка, религиозных и эстетических представлений древнерусского общества. Одни только научные работы о «Слове» уже давно исчисляются тысячами. Этот памятник причисляют к лучшим произведениям русской литературы; в частности, В. В. Набоков назвал «Слово» шедевром, который «не только господствует над всеми сочинениями Киевской Руси, но и соперничает с величайшими поэтическими произведениями Европы того времени».

### Переводы и переложения
На современный русский язык «Слово» переводилось в общей сложности не менее 80 раз. Переводы делятся на прозаические (их авторы стремятся к максимальной фактической точности), ритмизованные (в этом случае цель переводчика — воспроизвести оригинал с точки зрения формы) и поэтические, представляющие собой скорее переложения с оригинальным прочтением изначального текста.
Первые прозаические переводы были созданы первыми издателями «Слова» и людьми из их окружения. Встречающиеся в них неточности были связаны только с неверным пониманием текста. В 1805 году альтернативный перевод опубликовал А. С. Шишков, позже появились переводы В. В. Капниста (1809), Я. О. Пожарского (1819), Н. Ф. Грамматина (1823). Все эти авторы рассматривали свою работу как попытку адекватно передать смысл отдельных образов и специфических терминов, предложить точную с научной точки зрения интерпретацию всего произведения; поэтому текст неизменно сопровождался полемическими комментариями. Научной основательностью отличались переводы М. А. Максимовича (1837) и Д. Н. Дубенского (1844), параллельно появлялись простые прозаические пересказы «Слова», не имевшие самостоятельной ценности: С. П. Кораблёва (1856), А. Ф. Погосского (1867) и другие. С конца XIX века издавались переводы для учащихся школ и гимназий, основанные, как правило, на работе Максимовича. Один из них, перевод С. К. Шамбинаго, впервые опубликованный в 1912 году, выдержал пять изданий.
Начиная с 1923 года выходили переводы «Слова», сделанные историками — В. Ф. Ржигой (1934), Н. К. Гудзием (1934), И. П. Ерёминым (1957) и др. С 1950 года регулярно переиздавался пояснительный перевод Д. С. Лихачёва, позволяющий раскрыть смысл произведения с максимальной полнотой.
Наиболее распространёнными стали ритмизованные переводы «Слова», авторы которых пытались повторить в русском тексте ритмику оригинала. Первый из таких переводов принадлежит перу В. А. Жуковского (1817—1819); позже «Слово» переводили А. Ф. Вельтман (1833), А. Н. Майков (1868), Г. П. Шторм (1926), К. Д. Бальмонт (1930), С. В. Шервинский (1934), А. К. Югов (1945), Д. С. Лихачёв (прозаический перевод 1950 года, ритмический перевод 1969 года, переиздан в 1986 году), И. И. Шкляревский (1980), И. И. Кобзев (1985) и др.
Существует и ряд поэтических переложений «Слова», авторы которых варьируют сюжет, привносят в повествование элементы современной образной системы. Первое такое переложение, созданное И. И. Сиряковым, было издано в 1803 году. Всего произведений такого рода насчитывается больше двадцати, и они заметно отличаются друг от друга по художественному уровню: наряду с явно дилетантскими работами есть безусловные шедевры, написанные Н. А. Заболоцким (1946) и Н. И. Рыленковым (1963).
«Слово» переведено на множество других языков, причём речь идёт как о прозаических, так и о ритмизованных переводах. Раньше других на это произведение обратили внимание немцы, издавшие свой вариант текста уже в 1803 году; в дальнейшем вышло ещё как минимум 18 переложений «Слова» на немецкий язык. Первый перевод на французский язык вышел в 1823 году в Москве (позже увидели свет ещё по крайней мере восемь). Первый перевод на английский был опубликован в 1902—1903 годах. «Слово» много и охотно переводили на украинский, белорусский и польский языки, оно публиковалось на ряде других языков Европы, Азии, малых народов России. В числе переводчиков были Иван Франко, Янка Купала, Юлиан Тувим, Райнер Мария Рильке, В. В. Набоков.

### Литературное влияние
В силу своей оригинальности, эмоциональности и психологической глубины «Слово» оказалось созвучно с литературой Нового времени. Оно серьёзно повлияло на творчество многих писателей и поэтов — как России, так и других стран. Одним из первых таких писателей стал В. Т. Нарежный, создавший под впечатлением от «Слова» цикл исторических повестей «Славенские вечера» (1809—1819); одна из этих повестей, «Игорь», возможно, является прямым подражанием древнерусскому памятнику. В русской поэзии первых десятилетий XIX века такие подражания стали традицией. Именно с этим может быть связано использование ряда лексем и фразеологизмов из «Слова» в стихах А. С. Пушкина.
Влияние «Слова» заметно в творчестве Н. В. Гоголя. В повести «Страшная месть» есть бандурист, у которого «струны сами пели», отсылками к «Слову» в том же произведении считаются словосочетание «честь и слава» и характеристика отца Катерины: «У него сердце из железа выковано…». В «Тарасе Бульбе» прослеживается образ битвы как пира, а в описании «поминок по Остапу» заметна параллель со словами «Ничить трава жалощами, а древо с тугою к земли преклонилось».
А. А. Блок, всегда интересовавшийся древнерусской культурой, напрямую использовал текст «Слова» в своих стихах: «…Что мне поёт? Что мне звенит? Иная жизнь? Глухая смерть?» (в «Слове» — «Что ми шумить, что ми звенить давечя рано предъ зорями?») (1907). Заметно влияние «Слова» на цикл стихов «На поле Куликовом» (1908) — и на уровне семантики (битва как пир, битва как молотьба), и на уровне конкретных строк («освежила пыльную кольчугу на моем плече» — «утру князю кровавыя его раны на жестоцѣмъ его тѣлѣ», «закат в крови», связанный с фразой «кровавыя зори свѣтъ повѣдаютъ»). Явным образом связаны с древнерусским памятником стихотворения «Новая Америка» (1913; «Нет, не видно там княжьего стяга, // Не шеломами черпают Дон, // И прекрасная внучка варяга // Не клянет половецкий полон») и «Скифы» (1918; «Крылами бьёт беда / И каждый день обиды множит»).
Разные мотивы из «Слова» специалисты прослеживают в творчестве С. А. Есенина (особенно в поэме «Марфа-посадница»), О. Э. Мандельштама, Л. М. Леонова, И. А. Бродского, А. И. Солженицына. В. А. Соснора написал поэму «Слово о полку Игореве» (1969), в которой переосмыслил классический сюжет. Влияние «Слова» заметно в творчестве украинских поэтов П. Г. Тычины и П. Н. Воронько (автора изданной в 1948 году поэмы «Ярославна» на военную тему).
Тему «Плача Ярославны» использовали в своём творчестве В. С. Соловьёв (он сравнил жену Игоря с женой Гектора Андромахой), К. К. Случевский, В. Я. Брюсов, А. А. Прокофьев, П. Г. Антокольский, Н. И. Рыленков, Ю. В. Друнина и другие поэты. Ярославна стала в русской культуре символом верной жены, которая дожидается своего супруга с поля битвы; с этим связана популярность образа во время Великой Отечественной войны. С. С. Наровчатов писал: «…И в каждой бабе видел Ярославну, // Во всех ручьях Непрядву узнавал».
На тему «Слова» написано множество исторических романов и повестей: «Сын тысяцкого» И. А. Новикова (1938), «Матушка Русь. Сказание» А. М. Домнина (1958), «Рождение песни» А. Н. Скрипова (1977), «Велесич» В. А. Шевчука (1980), «Черлёные щиты» В. К. Малика (1985) и др. Тот же сюжет использовал С. Т. Алексеев в романе «Слово» (1985).

### В изобразительном искусстве
Рукопись, в составе которой был обнаружен текст «Слова», не содержала иллюстраций, и надёжной информации о какой-либо связи произведения с изобразительным искусством средневековой Руси нет. Походу Игоря посвящена часть миниатюр Радзивилловской летописи (конец XV века); существует гипотеза о том, что автор этих рисунков находился под опосредованным влиянием «Слова» через миниатюристов конца XII—XIII веков.
«Слово» впервые было названо потенциальным источником сюжетов для живописи в книге А. А. Писарева «Предметы для художников, избранные из Российской истории и из всех русских сочинений в стихах и прозе», изданной в 1807 году. Существует гипотеза (не ставшая общепринятой), что именно в связи с прочтением «Слова» написал картину «Единоборство Мстислава Удалого с Редедею» А. И. Иванов (1812). В 1854 году вышло первое иллюстрированное издание «Слова» — поэтический перевод Н. В. Гербеля под названием «Игорь, князь Северский» с четырьмя литографиями по рисункам М. А. Зичи; в последующие десятилетия создавались и другие циклы иллюстраций, но их художественный уровень оставался довольно низким.
Во второй половине XIX века «Слово» стало предметом устойчивого интереса со стороны живописцев и скульпторов. Заметные произведения на эту тему — рисунки В. Г. Шварца «Боян» и «Ярославна» (1860-е; получили известность благодаря гравюрам В. В. Матэ), игральные карты М. О. Микешина, на одной из которых изображён Боян, картины М. П. Клодта и И. С. Горюшкина-Сорокопудова «Плач Ярославны», К. Е. Маковского «Князь Игорь». В 1908 году К. В. Лебедев написал картину «Набег половцев», в 1910 году А. Ф. Максимов — картину «Вещее затмение», в 1915 году В. Эмме — картину «Выступление в поход». Наиболее знаменитым и хрестоматийным произведением на эту тему стало полотно В. М. Васнецова «После побоища Игоря Святославича с половцами» (1880) с новаторским для живописи народно-поэтическим подходом: битва здесь изображена как пир.
На рубеже веков на «Слово» обратили внимание художники-монументалисты. В 1898 году В. В. Беляев создал несколько вариантов эскизов для декоративного панно (это изображения затмения, сна Святослава, русского стана, поля битвы и др.). Чешский художник М. Алеш создал панно «Поход Игоря» (1902), Н. К. Рерих — панно «Баян» (1909), И. Я. Билибин — панно «Князь Игорь» и «Плач Ярославны» (1920-е).
Микешин планировал включить в число барельефов на памятнике Тысячелетию России изображение «Певца Игоря», но позже отказался от этой идеи. Бояна изображали скульпторы В. И. Шервуд (1882), П. А. Велионский (1889); специалисты отмечают, что в этих произведениях русский певец наделён чертами скандинавского барда.
В СССР сюжеты из «Слова» активно вовлекались в оборот в связи со всесоюзными выставками, а также в связи с реконструкцией традиционных художественных промыслов: мастера отказывались от религиозной тематики и обращались к исторической. Известные произведения на тему «Слова» — пластина А. А. Дыдыкина «Ярославна» (1940), пластина С. А. Мокина «Князь Игорь» (1943), шкатулка М. Исакова «Пленение Игоря Святославича» (1946). Создавались лаковые миниатюры, росписи по фарфору и шёлку.
«Слово» привлекло к себе дополнительное внимание художников во время Второй мировой войны. Так, Н. К. Рерих создал картину «Поход Игоря» (1942), М. А. Рыбникова — серию рисунков на тему «Слова» (1941), плакатист Д. С. Моор — серию из 16 станковых графических листов (1943—1944). В послевоенные годы появились картина М. Ф. Грачёва («Князь Игорь Святославич», 1948), Д. П. Бучкина («Ярославна в Путивле», 1950), А. П. Бубнова («Поход», 1957), В. Л. Бреннерта («Автор „Слова о полку Игореве“», 1957).
Параллельно развивалась иллюстраторская традиция. Высокую художественную ценность имеет цикл иллюстраций Н. С. Гончаровой к немецкому прозаическому переводу «Слова», опубликованному в 1923 году. В Советском Союзе с 1930-х годов развивались два разных типа иллюстрирования памятника: историко-документальный (публикация вспомогательных материалов) и художественный, связанный с переосмыслением «Слова». Второй тип представлен в первую очередь несколькими сериями гравюр В. А. Фаворского. В первой из них, созданной для издания 1938 года, главный упор сделан на военную героику; во второй (1950) сильны сказочные мотивы и более тесная связь с сюжетом «Слова». Фаворский повлиял на многих последующих иллюстраторов — в их числе Н. И. Калита, Г. В. Якутович, Д. С. Бисти и др. В 1963 году цикл иллюстраций создал В. А. Серов, но этот его опыт считается не слишком удачным.
Ряд произведений живописи был создан накануне 800-летия «Слова». Это картины М. Фиголя («Князь Игорь», «Ярослав Осмомысл», «Ярославна»), офорты Г. Г. Поплавского, цветные линогравюры В. И. Захарова-Холмского и др. Появился ряд памятников персонажам «Слова»: Бояну (в Трубчевске, в Новгороде-Северском, в селе Балико-Щучина Кагарлицкого района Киевской области), Игорю (в Новгороде-Северском), Ярославне (в Путивле), «Воинам Игоревой рати — храбрым русичам 1185 года» (близ города Белая Калитва).
- На почтовых марках
- Почтовая марка СССР, 1957 год
- Почтовая марка СССР, 1985 год
- Марка СССР 1975 года. 175-летие первого издания памятника древнерусской литературы конца XII века «Слово о полку Игореве»

### В музыке и кино
«Слово о полку Игореве» легло в основу оперы А. П. Бородина «Князь Игорь», либретто для которой написал В. В. Стасов. Бородин работал над оперой с 1869 года до своей смерти в 1887 году и не успел её закончить. Тем не менее «Князь Игорь» стал классическим репертуарным произведением для главных театров мира. Это историко-эпическая опера, сюжетно близкая к «Слову», но имеющая и заметные отличия: так, антагонистом Игоря здесь является Владимир Ярославич Галицкий, показанный как князь-гуляка. Премьерная постановка «Князя Игоря» в 1890 году способствовала росту популярности «Слова». В подготовке последующих постановок участвовали многие выдающиеся культурные деятели: С. П. Дягилев, Н. К. Рерих, И. С. Глазунов и др.
По мотивам «Слова» созданы оратория Л. А. Пригожина «Слово о полку Игореве» (1966), балет Б. И. Тищенко «Ярославна» (1974), кантата К. Е. Волкова «Слово» (1985), Четвёртая симфония «Слово о полку Игореве» О. Г. Янченко (1985), оратория А. В. Чайковского «Слово о полку Игореве» (2018). В 2012 году музыкальную версию «Слова о полку Игореве» специально для Ансамбля Дмитрия Покровского создал композитор А. Шелыгин (либретто В. Кожевникова и О. Юкечевой).
В 1969 году на экраны вышла музыкальная драма «Князь Игорь» — экранизация оперы Бородина. В 1972 году был снят мультфильм «Сказание про Игорев поход».

### Комментарии
1. ↑  «препоясал ум крепостью своею и поострил сердце своё мужеством».
2. ↑  «Лучше ведь зарубленным быть, чем пленённым».
3. ↑  «А мои-то куряне знаменитые воины: под трубами пелёнаты, под шлемами взлелеяны, концом копья вскормлены, пути им ведомы, овраги знакомы, луки у них натянуты, колчаны отворены, сабли изострены; сами скачут, как серые волки в поле, ища себе чести, а князю — славы».
4. ↑  «перегородили поля красными щитами».
5. ↑  «Вот ветры, внуки Стрибога, веют со стороны моря стрелами на храбрые полки Игоревы. Земля гудит, реки мутно текут, пыль поля покрывает, стяги говорят: половцы идут от Дона и от моря и со всех сторон русские полки обступили».
6. ↑  «Тогда, при Олеге Гориславиче, засевалось и прорастало усобицами, погибало достояние Даждьбожьего внука; в княжеских крамолах сокращались жизни людские. Тогда по Русской земле редко пахари покрикивали, но часто вороны граяли, трупы между собой деля».
7. ↑  «Билися день, билися другой; на третий день к полудню пали стяги Игоревы. Тут два брата разлучились на берегу быстрой Каялы, тут кровавого вина недостало, тут пир окончили храбрые русичи: сватов напоили, а сами полегли за землю Русскую. Никнет трава от жалости, а дерево с тоской к земле преклонилось».
8. ↑  «О, далеко залетел сокол, птиц избивая, — к морю! Игорева храброго полка не воскресить».
9. ↑  «Сказал брат брату: „Это моё, и то моё же“. И стали князья про малое „Это великое“ говорить, и сами на себя крамолу ковать. А поганые со всех стран приходили с победами на землю Русскую».
10. ↑  «простёрлись по Русской земле».
11. ↑  «изронил златое слово, со слезами смешанное».
12. ↑  «Что же сотворили вы моей серебряной седине!».
13. ↑  «Не ваши ли воины золочёными шлемами по крови плавали? Не ваша ли храбрая дружина рыкает, как туры, раненные саблями калёными на поле незнаемом?».
14. ↑  «Игорь князь поскакал горностаем к тростнику и белым гоголем на воду. Вскочил на борзого коня, и соскочил с него серым волком. И побежал к излучине Донца, и полетел соколом под облаками, избивая гусей и лебедей к завтраку, и обеду, и ужину».
15. ↑  «скудную струю имея».
16. ↑  «Если сокол к гнезду летит, расстреляем соколёнка своими золочёными стрелами».
17. ↑  «жаждою… луки согнуло, горем им колчаны заткнуло».

### Издания
- Слово о полку Игореве: Сборник / Вступ. статьи Д. С. Лихачёва и Л. А. Дмитриева; Сост. Л. А. Дмитриева, Д. С. Лихачёва, О. В. Творогова; Реконструкция древнерусского текста Н. А. Мещерского, А. А. Бурыкина; Прозаич. перевод Н. А. Мещерского; Комментарий Н. А. Мещерского и А. А. Бурыкина; Подгот. текста и примеч. Л. А. Дмитриева. — Л.: Советский писатель, 1985. — XXXVIII, 498 с. (Библиотека поэта. Большая серия. Издание третье)
- Слово о полку Игореве. 800 лет: Сборник. — М.: Советский писатель, 1986. — 576 с.
- Слово о полку Игореве: Сборник / Вступ. статьи Д. С. Лихачёва и Л. А. Дмитриева; реконстр. древнерус. текста и перевод Д. С. Лихачёва; сост., подгот. текстов и примеч. Л. А. Дмитриева. — Л.: Советский писатель, 1990. — 400 с. ISBN 5-265-01490-X (Библиотека поэта. Малая серия. Издание четвёртое)
- Слово о полку Игореве / Предисл. Д. С. Лихачёва; Стихотв. перевод, комментир. прозаич. перевод и послесл. А. Ю. Чернова; Реконструкция древнерус. текста и примеч. А. В. Дыбо; Ил. С. К. Русакова. — СПб. : Вита Нова, 2006. — 360 с. — ISBN 5-93898-106-9.
- Слово о полку Игореве: в экслибрисах / в излож. Морозова А. К. ; экслибрисы Малинина Б. А. Под ред. Усени М.П. — М.: АлМи : КОМТ, 2005. — 207 с. : ил.;8 см. - (Вехи ист. / О-во Иеронима. Стридонского). ISBN 5-93526-010-7

### Исследования
- Алексеев С. В. Игорь Святославич. — М.: Молодая гвардия, 2014. — 348 с. — (Жизнь замечательных людей). — ISBN 978-5-235-03664-2.
- Бобров А. Г. Происхождение и судьба Мусин-Пушкинского сборника со «Словом о полку Игореве» // Труды Отдела древнерусской литературы. — 2014. — Т. 62. — С. 528—553.
- Боги / В. Н. Топоров // Славянские древности: Этнолингвистический словарь : в 5 т. / под общ. ред. Н. И. Толстого; Институт славяноведения РАН. — М. : Межд. отношения, 1995. — Т. 1: А (Август) — Г (Гусь). — С. 204—215. — ISBN 5-7133-0704-2.
- Булахов М. Г. «Слово о полку Игореве» в литературе, искусстве, науке: Краткий энциклопедический словарь. — Минск: Университетское, 1989. — 248 с. — ISBN 5-7855-0046-9.
- Бурыкин А. А. «Слово о полку Игореве». Текст, язык, автор. — СПб.: Петербургское востоковедение, 2017. — 416 с. — ISBN 978-5-85803-502-2.
- Горский А. А. К источниковедению «Слова о полку Игореве» // Герменевтика древнерусской литературы. — 2004. — Вып. 11. — С. 621—646.
- Горский А. А. Проблема даты создания «Слова о полку Игореве» // Исследования «Слова о полку Игореве». — 1986. — С. 29—37.
- Горский А. А. «Слово о полку Игореве» и «Задонщина»: источниковедческие и историко-культурные проблемы. — М.: Институт российской истории РАН. — 1992. — 192 с.
- Горский А. А. Тогда вступи князь в златое стремя…: личности и тексты Русского Средневековья. — М.: Ломоносовъ. — 2018. — 264 с.
- Гребнева Э. Я. К прочтению тёмных мест «Слова о полку Игореве» // Исследования «Слова о полку Игореве». — 1986. — С. 116—128.
- Гудзий Н. К. О составе «золотого слова» Святослава в «Слове о полку Игоревом» // Вестник МГУ. — 1947. — № 2. — С. 19—32.
- Гумилёв Л. Н. Поиски вымышленного царства. — М.: АСТ, 2002. — 464 с. — ISBN 978-5-17-007723-6.
- Державец И. М. Агафья Ростиславна — автор «Слова о полку Игореве»? // Памир. — Душанбе, 1979. — № 8. — С. 84—94.
- Дмитриев Л. А., Творогов О. В. Дмитрий Сергеевич Лихачёв — исследователь «Слова о полку Игореве» // Альманах библиофила. Выпуск 21. Слово о полку Игореве. 800 лет. — 1986. — С. 27—35.
- Зализняк А. А. Проблема подлинности «Слова о полку Игореве» // Вестник Российской академии наук. — 2008. — № 78, 5. — С. 404.
- Зализняк А. А. «Слово о полку Игореве»: взгляд лингвиста. — М.: Рукописные памятники Древней Руси, 2008. — 480 с. — ISBN 978-5-9551-0261-0.
- Андрей Зализняк. «Слово о полку Игореве». Взгляд лингвиста. — М.: Альпина нон-фикшн, 2024. — С. 448. — ISBN 978-5-00223-039-6.
- Зимин А. А. «Слово о полку Игореве». — СПб.: Дмитрий Буланин, 2006. — 516 с. — ISBN 5-86007-471-9.
- Иордан. О происхождении и деяниях гетов. — СПб.: Алетейя, 1997. — 512 с. — ISBN 5-89329-030-1.
- Исследования «Слова о полку Игореве»: Сборник. — Л.: Наука, 1986. — 296 с.
- Лихачёв Д. С. «Слово о полку Игореве». — М.: Просвещение, 1976. — 175 с.
- Лихачёв Д. С. «Слово о полку Игореве» и культура его времени; работы последних лет. — М.: Логос, 1998. — 528 с. — ISBN 5-87288-151-7.
- Лотман Ю. М. «Слово о полку Игореве» и литературная традиция XVIII — начала XIX в. // Слово о полку Игореве — памятник XII века  / Отв. ред. Д. С. Лихачёв; АН СССР. Институт русской литературы (Пушкинский Дом). — М.; Л.: Издательство АН СССР, 1962. — С. 330—405.
- Набоков В. В. Слово о полку Игореве. — СПб.: Академический проект, 2004. — 136 с. — ISBN 5-7331-0284-5.
- Никитин А. Л. К вопросу стратификации «Слова о полку Игореве» // Герменевтика древнерусской литературы. — М., 1989. — Вып. 1. — С. 135—187.
- Николаев С. Л. Слово о полку Игореве. Реконструкция стихотворного текста. — М., СПб.: Нестор-История, 2020. — 640 с. — ISBN 978-5-4469-1763-1.
- Осетров Е. И. Восточнославянская Илиада // Альманах библиофила. Выпуск 21. Слово о полку Игореве. 800 лет. — 1986. — С. 7—26.
- Осипова Г. Г., Эйфман Б. Я. Балет «Ярославна» Бориса Тищенко на Петербургской сцене: из истории постановок // Вестник Казанского государственного института культуры. — 2019. — № 3. — С. 90—97.
- Петрухин В. Я. Были ли русичи Дажьбожьими внуками? // Категория родства в языке и культуре / Отв. редактор С. М. Толстая. — М.: Индрик, 2009. — С. 23—35. — 312 с. — («Библиотека Института славяноведения РАН. 16»). — 500 экз. — ISBN 978-5-91674-065-3. Архивировано 9 февраля 2019 года.
- Подлипчук Ю. В. «Слово о полку Игореве». — М.: Наука, 2004. — 327 с. — ISBN 5-02-010257-1.
- Полевой П. Н. Опыт сравнительного обозрения древнейших памятников народной поэзии германской и славянской. — СПб., 1864. — 106, 59, 5 с.
- А. М. Ранчин. «Слово о полку Игореве» // Большая российская энциклопедия. — 2004.
- Робинсон М. А., Сазонова Л. И. Несостоявшееся открытие («поэмы» Бояна и «Слово о полку Игореве») // Исследования «Слова о полку Игореве». — 1986. — С. 197—219.
- Рыбаков Б. А. «Слово о полку Игореве» и его современники. — М.: Наука, 1971. — 295 с.
- Савченко А. А. Гений Юрия Подлипчука — парадоксов друг. Вспоминая хабаровского филолога, который сумел наиболее точно и полно перевести памятник литературы Древней Руси «Слово о полку Игореве» // Приамурские ведомости. — Хабаровск, 2023, 6 сент. — № 35. — С. 10—11.
- Слово о полку Игореве // Словарь книжников и книжности Древней Руси. — М.: Российская академия наук, Пушкинский Дом, 1987. — 494 с.
- «Слово о полку Игореве» и памятники Куликовского цикла: К вопросу о времени написания «Слова». — М.—Л.: Наука, 1966. — 619 с.
- «Слово о полку Игореве»: Комплексные исследования. — М.: Наука, 1988. — 438 с.
- Сокол М. Т. К вопросу о творце «Песни о полку Игореве» // Некоторые вопросы отеч. историографии и источниковедения. — Днепропетровск, 1976. — № 3. — С. 50—78.
- Соколова Л. В. Зачин в «Слове о полку Игореве» // Исследования «Слова о полку Игореве». — 1986. — С. 65—74.
- Соколова Л. В. История спора о подлинности «Слова о полку Игореве». — СПб.: Пушкинский Дом, 2010. — 792 с. — ISBN 978-5-91476-010-3.
- Соловьёв А. В. Политический кругозор автора «Слова о полку Игореве» // Исторические записки. — 1948. — № 25. — С. 71—103.
- Ужанков А. Н. «Слово о полку Игореве» и его эпоха. — М.: Академика, 2015. — 512 с. — ISBN 978-5-4225-0051-8.
- Фёдоров В. Г. Кто был автором «Слова о полку Игореве» и где расположена река Каяла. — М.: Молодая гвардия, 1956. — 176 с.
- Чернов А. Ю. Хроники изнаночного времени. «Слово о полку Игореве»: текст и его окрестности. — СПб.: Вита Нова, 2006. — 480 с. — ISBN 5-93898-108-5.
- Шарлемань Н. В. Заметки натуралиста к «Слову о полку Игореве» // ТОДРЛ. — 1951. — Т. 8. — С. 53—67.
- Шмидт С. О. Памятники письменности в культуре познания истории России. — М.: Языки славянской культуры, 2008. — Т. I, 2. — 406 с. — ISBN 5-94457-124-1.
- Энциклопедия «Слова о полку Игореве»: В 5 томах. — Российская академия наук. Институт русской литературы (Пушкинский дом); Ред. кол.: Л. А. Дмитриев, Д. С. Лихачев, С. А. Семячко, О. В. Творогов (отв. ред.). — СПб.: Дмитрий Буланин, 1995.